# Lista de espécies do gênero Pleurothallis
O género é muito mais especifico actualmente por causa dos estudos filogeneticos das plantas. Ver por favor a introdução do artigo Pleurothallis

## A
- Pleurothallis abbreviata (Mexico - Chiapas à Bolivia) - hoje sinônimo de Specklinia abbreviata (Schltr.) Luer 2004
- Pleurothallis aberrans (Costa Rica ao Equador) (o nome do gênero não é válido) - hoje sinônimo de Aberrantia aberrans (Luer) Luer 2004)
- Pleurothallis abortiva (Colômbia).
- Pleurothallis acanthodes (Equador, Bolívia).
- Pleurothallis acestrophylla (Equador).
- Pleurothallis acicularis (América Central).
- Pleurothallis acrisepala (da Costa Rica ao Panamá).
- Pleurothallis aculeata (SE. Equador) - hoje sinônimo de Acianthera aculeata (Luer & Hirtz) Luer 2004
- Pleurothallis acuminatipetala (Brasil - Paraná) - hoje sinônimo de Acianthera acuminatipetala (A.Samp.) Luer 2004
- Pleurothallis acutidentata (Brasil) - hoje sinônimo de Specklinia acutidentata (Cogn.) Luer 2004
- Pleurothallis acutilabia (Colômbia).
- Pleurothallis adamantinensis (Brasil - Minas Gerais).
- Pleurothallis adeleae (Equador).
- Pleurothallis adelphe (Equador - Azuay).
- Pleurothallis adenochila (Brasil - São Paulo, Rio Grande do Sul) - hoje sinônimo de Specklinia adenochila (Loefgr.) Luer 2004
- Pleurothallis adiri (S. do Brasil) - hoje sinônimo de Specklinia adirii (Brade) Luer 2004
- Pleurothallis adonis (Equador).
- Pleurothallis adrianae (Equador) - hoje sinônimo de Specklinia adrianae (Luer & Sijm) Luer 2004
- Pleurothallis aechme (Equador).
- Pleurothallis agathophylla (Oeste da América do Sul ao Brasil).
- Pleurothallis aggeris (SE. do Equador ao N. do Peru).
- Pleurothallis alainii (Rep. Dominicana) - hoje sinônimo de Antilla alainii (Dod) Luer 2004
- Pleurothallis alata (Mexico à América Central) - hoje sinônimo de Specklinia alata (A.Rich. & Galeotti) Luer 2004
- Pleurothallis albopurpurea (Brasil - Paraná).
- Pleurothallis alborosea (Brasil - Paraná).
- Pleurothallis alexandrae (Costa Rica).
- Pleurothallis alexii (Nicarágua).
- Pleurothallis aligera (Bolívia - La Paz) - hoje sinônimo de Crocodeilanthe aligera (Luer & R.Vásquez) Luer 2004
- Pleurothallis allenii (Panamá).
- Pleurothallis alligatorifera (Brasil - Rio de Janeiro) - hoje sinônimo de Specklinia alligatorifera (Rchb.f.) Luer 2004
- Pleurothallis aloisii (Equador) - hoje sinônimo de Crocodeilanthe aloisii (Schltr.) Luer 2004
- Pleurothallis alopex (da Bolívia ao Paraguai).
- Pleurothallis alta (Equador) - hoje sinônimo de Specklinia alta (Luer) Luer 2004
- Pleurothallis altimonile (Colômbia.
- Pleurothallis altoserrana (Brasil - São Paulo).
- Pleurothallis alvaroi (Colômbia).
- Pleurothallis alveolata (Equador).
- Pleurothallis amaliae (da Colômbia ao Equador) - hoje sinônimo de Unciferia amaliae (Luer & R.Escobar) Luer 2004
- Pleurothallis amaralii (Brasil) - hoje sinônimo de Specklinia amaralii (Pabst) Luer 2004
- Pleurothallis ambyx (da Colômbia ao Equador).
- Pleurothallis amparoana (Costa Rica) - hoje sinônimo de Specklinia amparoana (Schltr.) Luer 2004
- Pleurothallis amphigya (Colômbia).
- Pleurothallis amplectens (Equador)
- Pleurothallis anceps (Equador) - hoje sinônimo de Ancipitia anceps (Luer) Luer 2004
- Pleurothallis ancistra (S. da Colômbia ao NO. do Equador) - hoje sinônimo de Unciferia ancistra (Luer & Hirtz) Luer 2004
- Pleurothallis ancora (Bolívia).
- Pleurothallis anderssonii (Equador) - hoje sinônimo de Specklinia anderssonii (Luer) Luer 2004
- Pleurothallis andina (Bolívia).
- Pleurothallis anfracta (Colômbia) - hoje sinônimo de Kraenzlinella anfracta (Luer) Luer
- Pleurothallis angulosa (Equador).
- Pleurothallis angusta (Costa Rica) - hoje sinônimo de Specklinia angulosa (Luer & Hirtz) Luer 2004
- Pleurothallis angustifolia (do México à América Tropical).
- Pleurothallis angustilabia (do O da América do Sul à Venezuela) - hoje sinônimo de Specklinia angustilabia (Schltr.) Luer 2004
- Pleurothallis angustisepala (do México - Chiapas à Guatemala).
- Pleurothallis ankyloglossa (SE. do Equador).
- Pleurothallis annectens (Panamá).
- Pleurothallis antennata (S. do Brasil).
- Pleurothallis antennifera (do O. da América do Sul ao O. da Venezuela).
- Pleurothallis anthrax (S. da Colômbia) - hoje sinônimo de Ancipitia anthrax (Luer & R.Escobar) Luer 2004
- Pleurothallis antonensis (México - Veracruz e Chiapas ao Equador).
- Pleurothallis aondae (Venezuela)
- Pleurothallis aphthosa (do O. da América do Sul ao Paraguai).
- Pleurothallis apopsis (Equador) .
- Pleurothallis aporosis (Equador) .
- Pleurothallis appendiculata (da Hispaniola ao Porto Rico). - hoje sinônimo de Antilla appendiculata (Cogn.) Luer 2004
- Pleurothallis applanata (Equador) .
- Pleurothallis apposita (Equador) - hoje sinônimo de Crocodeilanthe apposita (Luer) Luer 2004
- Pleurothallis arachnopsis (Guiana).
- Pleurothallis archicolonae (Panamá).
- Pleurothallis archidiaconi (de Trinidad to N. da América do Sul).
- Pleurothallis archidonae (Equador).
- Pleurothallis archidonopsis (Equador).
- Pleurothallis arctata (Peru).
- Pleurothallis arcuata (SE. da Venezuela e Guyana até o Brasil - Rio de Janeiro) - hoje sinônimo de Specklinia arcuata (Lindl.) Luer 2004
- Pleurothallis areldii (Panamá).
- Pleurothallis arenicola (N. da América do Sul ao N. do Brasil).
- Pleurothallis ariasii (Peru) - hoje sinônimo de Specklinia ariasii (Luer & Hirtz) Luer 2004
- Pleurothallis aristata (América Tropical).
- Pleurothallis aristulata (Brasil - Rio de Janeiro) - hoje sinônimo de Specklinia aristulata (Lindl.) Luer 2004
- Pleurothallis armeniaca (Brasil - Rio de Janeiro).
- Pleurothallis articulata (Brasil).
- Pleurothallis aryter (Costa Rica, Peru (Huanuco)) - hoje sinônimo de Specklinia aryter (Luer) Luer 2004
- Pleurothallis asaroides (Brasil).
- Pleurothallis ascendens (S. do Brasil).
- Pleurothallis ascera (Colômbia).
- Pleurothallis aspasicensis (Centro e Sul da América Tropical) - hoje sinônimo de Brenesia aspasicensis (Rchb.f.) Luer 2004
- Pleurothallis aspergillum (No. do Equador) - hoje sinônimo de Colombiana aspergillum (Luer & Hirtz) Luer 2004
- Pleurothallis asperilinguis Rchb.f. & Warsz. - hoje sinônimo de  Specklinia asperilinguis (Rchb.f. & Warsz.) Luer 2004
- Pleurothallis asperrima (Equador) .
- Pleurothallis asplundii (Equador) .
- Pleurothallis atroglossa (Brasil) .
- Pleurothallis atrohiata (Haiti) - hoje sinônimo de Elongatia atrohiata (Dod) Luer 2004
- Pleurothallis attenuata (Peru) - hoje sinônimo de Specklinia attenuata (Rolfe) Luer 2004
- Pleurothallis atwoodii (Costa Rica) - hoje sinônimo de Crocodeilanthe atwoodii (Luer) Luer 2004
- Pleurothallis aurantiaca (Brasil - Minas Gerais).
- Pleurothallis aurantiolateritia (Brasil to N. Argentina).
- Pleurothallis auriculata (do Brasil à Bolivia) - hoje sinônimo de Specklinia auriculata (Lindl.) Luer 2004
- Pleurothallis aurita (Costa Rica).
- Pleurothallis avenacea Ames - hoje sinônimo de Specklinia avenacea (Ames) Luer 2004
- Pleurothallis aveniformis (Brasil - Paraná) - hoje sinônimo de Acianthera aveniformis (Hoehne) C.N.Gonç. & Waechter 2004
- Pleurothallis avirostris (Equador)- hoje sinônimo de Crocodeilanthe avirostris (Luer & Hirtz) Luer 2004

## B
- Pleurothallis bacillaris - hoje sinônimo de Specklinia bacillaris (Pabst) Luer 2004
- Pleurothallis bahiensis (Brasil - Bahia).
- Pleurothallis bahorucensis (Rep. Dominicana) - hoje sinônimo de Antilla bahorucensis (Luer) Luer 2004
- Pleurothallis balaeniceps (Panamá) - hoje sinônimo de Brenesia balaeniceps (Luer & Dressler) Luer 2004
- Pleurothallis bangii (Bolívia).
- Pleurothallis barbacenensis (Brasil) - hoje sinônimo de Specklinia barbacenensis (Barb.Rodr.) Luer 2004
- Pleurothallis barbata (N. do Brasil).
- Pleurothallis barbae - hoje sinônimo de Specklinia barbae (Schltr.) Luer 2004
- Pleurothallis barbosana (Brasil).
- Pleurothallis barbulata (S. do México ao S. da América Tropical) - hoje sinônimo de Specklinia barbulata (Lindl.) Luer 2004
- Pleurothallis barthelemyi (Guiana Francesa).
- Pleurothallis batillacea (S. da Colômbia ao N. do Equador) - hoje sinônimo de Crocodeilanthe batillacea (Luer) Luer 2004
- Pleurothallis batracha (Equador).
- Pleurothallis baudoensis (Colômbia).
- Pleurothallis belocardia (Colômbia).
- Pleurothallis bertoniensis (Argentina) - hoje sinônimo de Specklinia bertoniensis (Hauman) Luer 2004
- Pleurothallis bevilacquana (Venezuela).
- Pleurothallis beyrodtiana (Colômbia).
- Pleurothallis bibarbellata (Brasil).
- Pleurothallis bicallosa (Equador) .
- Pleurothallis bicarinata (SE. do Brasil)
- Pleurothallis biceps (Equador) - hoje sinônimo de Acianthera biceps (Luer & Hirtz) Luer 2004
- Pleurothallis bicochlearis (Colômbia).
- Pleurothallis bicornis (O. da América do Sul ao O. da Venezuela).
- Pleurothallis bicornuta (SE. do Brasil).
- Pleurothallis bicristata (SE. do Brasil).
- Pleurothallis bicruris (N. do Equador).
- Pleurothallis bidentata (Brasil - Rio de Janeiro).
- Pleurothallis bifalcis - hoje sinônimo de Unciferia bifalcis (Schltr.) Luer 2004
- Pleurothallis binotii (Brasil - Rio de Janeiro).
- Pleurothallis bipapularis (Rep. Dominicana) - hoje sinônimo de Specklinia bipapularis (Dod) Luer 2004
- Pleurothallis bissei (Cuba) - hoje sinônimo de Acianthera bissei (Luer) Luer 2004
- Pleurothallis bitumida (Costa Rica).
- Pleurothallis bivalvis (O. da América do Sul ao NO. da Venezuela).
- Pleurothallis blancoi (Costa Rica).
- Pleurothallis blepharoglossa (Cuba) - hoje sinônimo de Specklinia blepharoglossa (Luer) Luer 2004
- Pleurothallis blepharopetala (Equador).
- Pleurothallis bleyensis (Brasil - Paraná) - hoje sinônimo de Specklinia bleyensis (Pabst) Luer 2004
- Pleurothallis blumenavii (SE. & S. do Brasil).
- Pleurothallis bocainensis (Brasil) .
- Pleurothallis boliviana (Bolívia).
- Pleurothallis bothros (Costa Rica).
- Pleurothallis bovilingua (Colômbia).
- Pleurothallis bowmannii (Brasil) - hoje sinônimo de Specklinia bowmannii (Rchb.f.) Luer 2004
- Pleurothallis brachiata (Equador).
- Pleurothallis brachiloba (Brasil - São Paulo) - hoje sinônimo de Specklinia brachiloba (Hoehne) Luer
- Pleurothallis brachyglottis (Cuba).
- Pleurothallis bracteosa (Peru) .
- Pleurothallis brenneri (O. do Equador) - hoje sinônimo de Specklinia brenneri (Luer) Luer 2004
- Pleurothallis breviflora (México - Oaxaca) - hoje sinônimo de Acianthera breviflora (Lindl.) Luer 2004
- Pleurothallis brevipes (N. e O. da América do Sul) - hoje sinônimo de Specklinia bradei (H.Focke) Luer 2004
- Pleurothallis breviscapa (N. e O. da América do Sul) - hoje sinônimo de Specklinia breviscapa (C.Schweinf.) Luer 2004
- Pleurothallis brighamella (Panamá).
- Pleurothallis brighamii (Centro-Norte e S.  do México a América Central).
- Pleurothallis brittoniana (Bolívia).
- Pleurothallis brunnescens (Ecuador).
- Pleurothallis bucaramangae (Colômbia) - hoje sinônimo de Crocodeilanthe bucaramangae (Luer & R.Escobar) Luer 2004
- Pleurothallis bucculenta (Equador).
- Pleurothallis bucranon (Equador) .
- Pleurothallis bulbophylloides (Bolívia) - hoje sinônimo de Specklinia bulbophylloides (Schltr.) Luer 2004
- Pleurothallis bupleurifolia (Brasil) - hoje sinônimo de Specklinia bupleurifolia (Porsch) Luer 2004
- Pleurothallis burzlaffiana (Bolívia) - hoje sinônimo de Specklinia burzlaffiana (Luer & Sijm) Luer 2004
- Pleurothallis butantanensis (Brasil - São Paulo).
- Pleurothallis butcheri (Costa Rica ao Panama) - hoje sinônimo de Didactylus butcheri (L.O.Williams) Luer

## C
- Pleurothallis cabellensis (N. da América do Sul).
- Pleurothallis cachabensis (Equador).
- Pleurothallis cachensis (Costa Rica).
- Pleurothallis cactantha (Panamé).
- Pleurothallis caespitosa (SE. e S. do Brasil).
- Pleurothallis cajamarcae (Peru).
- Pleurothallis calamifolia (Colômbia).
- Pleurothallis calcarata (Brasil) - hoje sinônimo de Specklinia calcarata (Cogn.) Luer 2004
- Pleurothallis calceolaris (Colômbia).
- Pleurothallis caldensis (Brasil - Minas Gerais) - hoje sinônimo de Acianthera caldensis (Hoehne & Schltr.) F. Barros 2004 ou Specklinia caldensis (Hoehne & Schltr.) Luer 2004 ?
- Pleurothallis calderae (Colômbia) - hoje sinônimo de Specklinia calderae (Luer) Luer 2004
- Pleurothallis callifera (S. da Venezuela).
- Pleurothallis calolalax (Colômbia).
- Pleurothallis calvariola (S. da Colômbia ao N. do Equador).
- Pleurothallis calypso (Equador) - hoje sinônimo de Apoda-prorepentia calypso (Luer) Luer 2004
- Pleurothallis calyptrostele (Costa Rica).
- Pleurothallis campestris (SE. do Brasil) - hoje sinônimo de Specklinia campestris (Barb.Rodr.) Luer 2004
- Pleurothallis canae (Panamá) - hoje sinônimo de Unciferia canae (Ames) Luer 2004
- Pleurothallis canaligera (Costa Rica ao O. da América do Sul).
- Pleurothallis candida - hoje sinônimo de Specklinia candida (Luer & Hirtz) Luer 2004
- Pleurothallis caniceps (Costa Rica) - hoje sinônimo de Ancipitia caniceps (Luer) Luer 2004
- Pleurothallis canidentis (Colômbia).
- Pleurothallis capanemae (Brasil - Rio de Janeiro).
- Pleurothallis caparaoensis (Brasil - Minas Gerais) - hoje sinônimo de Specklinia caparaoensis (Brade) Luer 2004
- Pleurothallis capillaris (Pequenas Antilhas ao S. da América Tropical) - hoje sinônimo de Specklinia capillaris]] (Lindl.) Luer 2004
- Pleurothallis capitonis (da Colômbia ao Equador).
- Pleurothallis caprina (Colômbia) - hoje sinônimo de Ancipitia caprina (Luer & R.Escobar) Luer 2004
- Pleurothallis cardiochila  (Panamá).
- Pleurothallis cardiocrepis (Peru).
- Pleurothallis cardiophylla (Equador).
- Pleurothallis cardiostola (O. da América do Sul à Venezuela e Paraguai).
- Pleurothallis cardiothallis (do México ao Equador).
- Pleurothallis carinata (Peru) - hoje sinônimo de Acianthera carinata (C.Schweinf.) Luer 2004
- Pleurothallis carinifera (Brasil - Rio de Janeiro) - hoje sinônimo de Specklinia carinifera (Barb.Rodr.) Luer 2004
- Pleurothallis carinilabia (da Costa Rica ao Panamá).
- Pleurothallis carnosifolia (Peru) - hoje sinônimo de Specklinia carnosifolia (C.Schweinf.) Luer 2004
- Pleurothallis carnosilabia (América Central) - hoje sinônimo de Dracontia carnosilabia (A.H.Heller & Hawkes) Luer 2004
- Pleurothallis caroli (Brasil - Rio Grande do Sul).
- Pleurothallis carpinterae (da Costa Rica ao Panama) - hoje sinônimo de Elongatia carpinterae (Schltr.) Luer 2004
- Pleurothallis carrenoi (Venezuela).
- Pleurothallis carrisii (Brasil - Rio de Janeiro) - hoje sinônimo de Specklinia carrisii (Brade) Luer 2004
- Pleurothallis carvalhoi - hoje sinônimo de Specklinia carvalhoi (Luer & Toscano) Luer 2004
- Pleurothallis casapensis (do Panamá ao S. da América Tropical).
- Pleurothallis cassidata (Colômbia).
- Pleurothallis cassidis (O. da América do Sul) - hoje sinônimo de Crocodeilanthe cassidis (Lindl.) Luer 2004
- Pleurothallis castellensis - hoje sinônimo de Specklinia castellensis (Brade) Luer 2004
- Pleurothallis casualis (Costa Rica) - hoje sinônimo de Specklinia casualis (Ames) Luer 2004
- Pleurothallis catoxys (Equador) - hoje sinônimo de Specklinia catoxys (Luer & Hirtz) Luer 2004
- Pleurothallis cauda-hirundinis (Equador).
- Pleurothallis cauda-phocae (Equador)
- Pleurothallis caudatipetala (O. da América do Sul) - hoje sinônimo de Specklinia caudatipetala (C.Schweinf.) Luer 2004
- Pleurothallis cauliflora (nom. inval.) (do Eduador ao Peru) - hoje sinônimo de Crocodeilanthe cauliflora (Lindl.) Luer 2004
- Pleurothallis caymanensis (Ilhas Cayman, O. de Cuba) - hoje sinônimo de Proctoria caymanensis (C.D.Adams) Luer 2004
- Pleurothallis cedrinorum (Equador) .
- Pleurothallis centranthera (Brasil)
- Pleurothallis cerberus (Bolívia) .
- Pleurothallis cernua (Equador).
- Pleurothallis cestrochila (da Colômbia ao Equador).
- Pleurothallis chachatoynsis (Colômbia).
- Pleurothallis chama (Equador).
- Pleurothallis chamelopoda (Colômbia) - hoje sinônimo de Acianthera chamelopoda (Luer) Luer 2004
- Pleurothallis chanchamayoensis (Peru).
- Pleurothallis chavezii (Costa Rica).
- Pleurothallis chionopa (Equador) .
- Pleurothallis chlorina (Equador) - hoje sinônimo de Specklinia chlorina (Luer) Luer 2004
- Pleurothallis chloroleuca (da Costa Rica ao Equador).
- Pleurothallis choerorhyncha (Colômbia) - hoje sinônimo de Crocodeilanthe choerorhyncha (Luer) Luer 2004
- Pleurothallis chontalensis (América Central) - hoje sinônimo de Specklinia chontalensis (A.H.Heller & Hawkes) Luer 2004
- Pleurothallis chrysantha (C. e SE. do México).
- Pleurothallis chuscalica (Colômbia).
- Pleurothallis ciliifera (Rep. Dominicana) - hoje sinônimo de Specklinia ciliifera (Luer) Luer 2004
- Pleurothallis ciliolata (S. da América Tropical) - hoje sinônimo de Specklinia ciliolata (Schltr.) Luer 2004
- Pleurothallis circinata (Colômbia).
- Pleurothallis circumplexa (do México à America Central).
- Pleurothallis citrina - hoje sinônimo de Specklinia citrina (Schltr.) Luer 2004
- Pleurothallis clandestina (NO. da Venezuela, Equador) - hoje sinônimo de Specklinia clandestina (Lindl.) Luer 2004
- Pleurothallis claudii (Rep. Dominicana).
- Pleurothallis claviculata (Equador) - hoje sinônimo de Specklinia claviculata (Luer & Hirtz) Luer 2004
- Pleurothallis clavigera (Equador).
- Pleurothallis cleistogama (Panamá).
- Pleurothallis cobanensis (do México - Veracruz, Oaxaca, Chiapas à América Central) - hoje sinônimo de Dracontia cobanensis]] (Schltr.) Luer 2004
- Pleurothallis cobriformis (Panamá).
- Pleurothallis cocornaensis (Colômbia) - hoje sinônimo de Specklinia cocornaensis (Luer & R.Escobar) Luer 2004
- Pleurothallis coeloglossa (SE. do Equador) - hoje sinônimo de Specklinia coeloglossa (Luer & Hirtz) Luer 2004
- Pleurothallis cogniauxiana (da Costa Rica ao Equador).
- Pleurothallis colnagoi (Brasil).
- Pleurothallis colorata (Brasil - Paraná).
- Pleurothallis colossus (da Costa Rica ao NO. do Equador)
- Pleurothallis comayaguensis (do México - Chiapas à C. América Central) - hoje sinônimo de Specklinia comayaguensis (Ames) Luer 2004
- Pleurothallis complanata (Equador) .
- Pleurothallis compressa (Costa Rica).
- Pleurothallis compressicaulis (Haiti) .
- Pleurothallis concaviflora (Costa Rica).
- Pleurothallis concinna (Bolívia) - hoje sinônimo de Specklinia concinna (Luer & R.Vásquez) Luer 2004
- Pleurothallis condorensis (SE. do Equador) - hoje sinônimo de Ancipitia condorensis (Luer & Hirtz) Luer 2004
- Pleurothallis condylata (da Costa Rica ao Panama).
- Pleurothallis conicostigma (NO. do Equador).
- Pleurothallis conochila (Costa Rica) - hoje sinônimo de Dracontia conochila (Luer) Luer 2004
- Pleurothallis consatae (Bolívia) - hoje sinônimo de Acianthera consatae (Luer & R.Vásquez) Luer 2004
- Pleurothallis conspersa (Brasil - Rio de Janeiro) - hoje sinônimo de Specklinia conspersa (Hoehne) Luer 2004
- Pleurothallis constricta (Colômbia).
- Pleurothallis convallaria (América Central) - hoje sinônimo de Specklinia convallaria (Schltr.) Luer 2004
- Pleurothallis convallium (Brasil - Paraná).
- Pleurothallis convergens (Brasil).
- Pleurothallis convexa (NO. do Equador).
- Pleurothallis convexifolia (Brasil - Minas Gerais).
- Pleurothallis convoluta (Colômbia) - hoje sinônimo de Specklinia convoluta (Lindl.) Luer 2004
- Pleurothallis cordata (O. da América do Sul à Venezuela).
- Pleurothallis cordatifolia (Rep. Dominicana)
- Pleurothallis cordifolia (da América Central ao Equador).
- Pleurothallis cordilabia (Brasil) - hoje sinônimo deSpecklinia cordilabia (Pabst) Luer 2004
- Pleurothallis coriacardia (do O. da América do Sul à Venezuela).
- Pleurothallis coripatae (Bolívia) - hoje sinônimo de Specklinia coripatae (Luer & R.Vásquez) Luer 2004
- Pleurothallis corniculata (da América Central ao Suriname).
- Pleurothallis cornualis (da Colômbia o Equador).
- Pleurothallis coronula (Colômbia) - hoje sinônimo de Specklinia coronula (Luer) Luer 2004
- Pleurothallis correllii (Mexico - Chiapas à América Central).
- Pleurothallis corticicola (Brasil - São Paulo) - hoje sinônimo de Specklinia corticicola (Schltr. ex Hoehne) Luer 2004
- Pleurothallis corynetes (Bolívia) .
- Pleurothallis corysta (Equador) .
- Pleurothallis cosangae (Equador) - hoje sinônimo de Crocodeilanthe cosangae (Luer & Hirtz) Luer 2004
- Pleurothallis cosmetron (Colômbia).
- Pleurothallis costabilis (Bolívia) - hoje sinônimo de Acianthera costabilis (Luer & R.Vásquez) Luer 2004
- Pleurothallis costaricensis (da Costa Rica ao O. do Ecuador).
- Pleurothallis cotyligera (Colômbia).
- Pleurothallis crassicaulis (Brasil - Rio de Janeiro).
- Pleurothallis crassilabia (Costa Rica) - hoje sinônimo de Acianthera crassilabia (Ames & C.Schweinf.) Luer 2004
- Pleurothallis crateriformis (Peru) .
- Pleurothallis crebrifolia (Brasil - Rio de Janeiro) - hoje sinônimo de Specklinia crebifolia (Barb.Rodr.) Luer 2004
- Pleurothallis cremasta (Equador) - hoje sinônimo de Acianthera cremasta (Luer & J.Portilla) Luer 2004
- Pleurothallis crenata (Mexico - Chiapas à América Central) - hoje sinônimo de Specklinia crenata (Lindl.) Luer
- Pleurothallis crepiniana (Brasil - Minas Gerais).
- Pleurothallis crescentilabia (Costa Rica).
- Pleurothallis crinita (do Brasil à Bolívia) - hoje sinônimo de Specklinia crinita (Barb.Rodr.) Luer 2004
- Pleurothallis cristata (Brasil - Rio de Janeiro).
- Pleurothallis croatii (Panamá) - hoje sinônimo de Crocodeilanthe croatii (Luer) Luer 2004
- Pleurothallis crocea (Brasil - Rio de Janeiro).
- Pleurothallis crocodiliceps (do S. do México ao Peru) - hoje sinônimo de Ancipitia crocodiliceps (Rchb.f.) Luer 2004
- Pleurothallis crossota (Equador) .
- Pleurothallis crucifera (NO. do Equador).
- Pleurothallis cryptantha (SE. do Brasil) - hoje sinônimo de Specklinia cryptantha (Barb.Rodr.) Luer 2004
- Pleurothallis cryptophoranthoides (S. do Brasil) - hoje sinônimo de Acianthera cryptophoranthoides (Loefgr.) Luer 2004
- Pleurothallis cuatrecasasii (Colômbia) - hoje sinônimo de Crocodeilanthe cuatrecasasii (Luer) Luer 2004
- Pleurothallis cubitoria (Equador) .
- Pleurothallis cucumeris (Panamá) - hoje sinônimo de Cucumeria cucumeris (Luer) Luer 2004
- Pleurothallis cultellifolis (Brasil - Minas Gerais).
- Pleurothallis cunabularis (Colômbia).
- Pleurothallis cundinamarcae (Colômbia).
- Pleurothallis cuneifolia (Brasil - Rio de Janeiro).
- Pleurothallis curti-bradei - hoje sinônimo de Specklinia curti-bradei (Pabst) Luer 2004
- Pleurothallis curtii (Brasil - São Paulo).
- Pleurothallis curtisii (Haiti).
- Pleurothallis curvifructa (Guiana).
- Pleurothallis cuspidata (da Costa Rica ao Equador) - hoje sinônimo de Specklinia cuspidata (Luer) Luer 2004
- Pleurothallis cutucuensis (Leste do Equador) .
- Pleurothallis cyanea (Colômbia).
- Pleurothallis cyathiflora (do Peru à Bolivia) - hoje sinônimo de Crocodeilanthe cyathiflora (C.Schweinf.) Luer 2004
- Pleurothallis cycesis (Colômbia) - hoje sinônimo de Specklinia cycesis (Luer & R.Escobar) Luer 2004
- Pleurothallis cylindrica (Equador) .
- Pleurothallis cymbiformis (Rep. Dominicana)
- Pleurothallis cymbisepala (do S. da Colômbia, ao S. do Equador).
- Pleurothallis cynocephala (Bolívia)
- Pleurothallis cypelligera (Equador) - hoje sinônimo de Ancipitia cypelligera (Luer & Hirtz) Luer 2004
- Pleurothallis cypripedioides (Equador) - hoje sinônimo de Specklinia cypripedioides (Luer) Luer 2004

## D
- Pleurothallis dalessandroi (Equador) - hoje sinônimo de Specklinia dalessandroi (Luer) Luer 2004
- Pleurothallis dasychila (do Equador ao Peru).
- Pleurothallis dasypetala (Equador).
- Pleurothallis deborana (Venezuela) - hoje sinônimo de Specklinia deborana (Carnevali & I.Ramírez) Luer 2004
- Pleurothallis decipiens (da Costa Rica à Venezuela e Equador).
- Pleurothallis declivis (do Equador ao Peru).
- Pleurothallis decurrens (do S. do Equador ao N. do Peru).
- Pleurothallis deflexa (Equador).
- Pleurothallis dejavu (Equador) .
- Pleurothallis delascioi (Venezuela).
- Pleurothallis delicatula (Jamaica) - hoje sinônimo de Specklinia delicatula (Lindl.) Luer 2004
- Pleurothallis deltoglossa (Brasil) - hoje sinônimo de Specklinia deltoglossa (Cogn.) Luer 2004
- Pleurothallis demissa (Bolívia) .
- Pleurothallis denticulata (Cuba) - hoje sinônimo de Specklinia denticulata (Cogn.) Luer 2004
- Pleurothallis dentipetala (Costa Rica).
- Pleurothallis depauperata - hoje sinônimo de Specklinia depauperata (Cogn.) Luer 2004
- Pleurothallis depressa (Colômbia).
- Pleurothallis deserta (Bolivia)  - now synonym of Acianthera deserta (Luer & R.Vásquez) Luer 2004
- Pleurothallis determannii (N. e O.da América do Sul) - hoje sinônimo de Specklinia determannii (Luer) Luer 2004
- Pleurothallis dewildei (Colômbia).
- Pleurothallis diabolica (da Colômbia ao Equador).
- Pleurothallis dibolia (O. do Equador).
- Pleurothallis dichotoma (Peru).
- Pleurothallis dichroa (Brasil).
- Pleurothallis digitale (Mexico - Veracruz, Oaxaca).
- Pleurothallis dilatata (Peru) - hoje sinônimo de Specklinia dilatata (C.Schweinf.) Luer 2004
- Pleurothallis dilemma (Equador).
- Pleurothallis dimidia (do O. da America do Sul à Venezuela) - hoje sinônimo de Specklinia dimidia (Luer) Luer 2004
- Pleurothallis diminuta (Equador) - hoje sinônimo de Specklinia diminuta (Luer) Luer 2004
- Pleurothallis discalis - hoje sinônimo de Specklinia discalis (Luer & J.Portilla) Luer 2004
- Pleurothallis discoidea (América Tropical).
- Pleurothallis discophylla (do O. da América do Sul à Venezuela) - hoje sinônimo de Acianthera discophylla]] (Luer & Carnevali) Luer 2004
- Pleurothallis displosa (Panamá).
- Pleurothallis divaricans (do Panamá à Bolivia).
- Pleurothallis dodii (Rep. Dominicana) - hoje sinônimo de Specklinia dodii (Garay) Luer 2004
- Pleurothallis dodsonii (Equador) - hoje sinônimo de Apoda-prorepentia dodsonii (Luer) Luer 2004
- Pleurothallis dolichopus - hoje sinônimo de Specklinia dolichopus (Schltr.) Luer 2004
- Pleurothallis domingensis(Caribe) - hoje sinônimo de Crocodeilanthe domingensis]] (Cogn.) Luer 2004
- Pleurothallis dorotheae (Costa Rica).
- Pleurothallis dorrii (Venezuela).
- Pleurothallis dracontea (Costa Rica) - hoje sinônimo de Dracontia dracontea (Luer) Luer 2004
- Pleurothallis dracula (Brasil - Rio de Janeiro).
- Pleurothallis dressleri (Panamá) - hoje sinônimo de Areldia dressleri (Luer) Luer 2004
- Pleurothallis drewii (Equador).
- Pleurothallis driessenii (Equador) - hoje sinônimo de Ancipitia driessenii (Luer) Luer 2004
- Pleurothallis dryadum (Brasil - São Paulo) - hoje sinônimo de Specklinia dryadum (Schltr.) Luer 2004
- Pleurothallis duartei (Brasil - São Paulo) - hoje sinônimo de Specklinia duartei (Hoehne) Luer 2004
- Pleurothallis dukei (Panamá).
- Pleurothallis dunstervillei (do O. da América do Sul ao NO. da Venezuela) - hoje sinônimo de Ancipitia dunstervillei]] (Foldats) Luer 2004
- Pleurothallis duplex (Colômbia) - hoje sinônimo de Ancipitia duplex (Luer & R.Escobar) Luer 2004
- Pleurothallis duplooyi (Belize) - hoje sinônimo de Specklinia duplooyi (Luer & Sayers) Luer 2004
- Pleurothallis dutrae - hoje sinônimo de Specklinia dutrae (Pabst) Luer 2004
- Pleurothallis dutrai (Brasil) - hoje sinônimo de Acianthera dutrae (Pabst) C.N.Gonç. & Waechter 2004

## E
- Pleurothallis eccentrica (Equador) .
- Pleurothallis echinantha (Brasil, SE. do Brasil).
- Pleurothallis echinocarpa (do S. do Equador ao Peru) - hoje sinônimo de Kraenzlinella echinocarpa (C.Schweinf.) Luer
- Pleurothallis echinodes (Colômbia).
- Pleurothallis eidos (Equador).
- Pleurothallis ekmanii (E. de Cuba) - hoje sinônimo de Atopoglossum ekmanii (Schltr.) Luer 2004
- Pleurothallis elegans (da Venezuela ao Equador) - hoje sinônimo de Crocodeilanthe elegans (Kunth) Luer 2004
- Pleurothallis elegantula (Brasil) - hoje sinônimo de Specklinia elegantula (Cogn.) Luer 2004
- Pleurothallis ellipsophylla (da Costa Rica ao Panama).
- Pleurothallis elvirana (Venezuela).
- Pleurothallis emarginata (Peru).
- Pleurothallis endotrachys (México - Oaxaca, Chiapas até o No. da Venezuela) - hoje sinônimo de Empusella endotrachys]] (Rchb.f.) Luer 2004
- Pleurothallis endresii (Costa Rica) - hoje sinônimo de Specklinia endresii (Luer) Luer 2004
- Pleurothallis ensata (Equador).
- Pleurothallis ephemera (das Guianas até a Bolívia) - hoje sinônimo de Specklinia ephemera (Lindl.) Luer 2004
- Pleurothallis epiglottis (Equador) .
- Pleurothallis erebatensis (Venezuela) - hoje sinônimo de Acianthera erebatensis (Carnevali & G.A.Romero) Luer, 2004
- Pleurothallis erectiflora - hoje sinônimo de Crocodeilanthe erectiflora (Luer & Hirtz) Luer 2004
- Pleurothallis erinacea (SE. do México até a Guiana e Bolívia) - hoje sinônimo de Kraenzlinella erinacea]] (Rchb.f.) Luer
- Pleurothallis erosa (de Cuba a Hispaniola) - hoje sinônimo de Antilla erosa (Urb.) Luer 2004
- Pleurothallis erucosa (Colômbia) - hoje sinônimo de Specklinia erucosa (Luer & R.Escobar) Luer 2004
- Pleurothallis erymnochila (Equador) .
- Pleurothallis erythrogramma (do Leste do Equador ao N. do Peru) - hoje sinônimo de Acianthera erythrogramma (Luer & Carnevali) Luer 2004
- Pleurothallis escalerensis - hoje sinônimo de Specklinia escalerensis (Carnevali & Luer) Luer 2004
- Pleurothallis esmeraldae (Equador) - hoje sinônimo de Acianthera esmeraldae (Luer & Hirtz) Luer 2004
- Pleurothallis eugenii (Brasil - São Paulo) - hoje sinônimo de Specklinia eugenii (Pabst) Luer 2004
- Pleurothallis eumecocaulon (Costa Rica) - hoje sinônimo de de Ancipitia eumecocaulon (Schltr.) Luer 2004
- Pleurothallis exarticulata (Brasil - Rio de Janeiro).
- Pleurothallis excavata (Costa Rica).
- Pleurothallis excelsa (da Colômbia ao Equador) - hoje sinônimo de Elongatia excelsa (Garay) Luer 2004
- Pleurothallis excentrica (Cuba)
- Pleurothallis exdrasii - - hoje sinônimo de Acianthera exdrasii (Luer & Toscano) Luer
- Pleurothallis exesilabia (Nicarágua, Venezuela, Equador).
- Pleurothallis exigua (Guiana, SE. do Brasil)
- Pleurothallis exilis (Venezuela) - hoje sinônimo de Specklinia exilis (C.Schweinf.) Luer 2004
- Pleurothallis eximia (México - Oaxaca) - hoje sinônimo de Acianthera eximia (L.O.Williams) Luer 2004
- Pleurothallis expansa (do SO. da Colômbia ao NO. do Equador) - hoje sinônimo de Crocodeilanthe expansa (Lindl.) Luer 2004
- Pleurothallis exserta (NO. do Equador).
- Pleurothallis ezechiasi - hoje sinônimo de Specklinia ezechiasi (Hoehne) Luer 2004

## F
- Pleurothallis fabiobarrosii (Brasil - Minas Gerais).
- Pleurothallis fantastica (Costa Rica).
- Pleurothallis farinosa (Brasil - Espírito Santo) - hoje sinônimo de Acianthera farinosa (Pabst) Luer 2004
- Pleurothallis fastidiosa (L.do Equador).
- Pleurothallis fastigiata - hoje sinônimo de Specklinia fastigiata (Luer & Toscano) Luer 2004
- Pleurothallis fenestrata (SE. e S. do Brasil).
- Pleurothallis ferdinandiana (Brasil - Rio de Janeiro).
- Pleurothallis fernandiana (Brasil).
- Pleurothallis feuilletii Luer (Guiana Francesa) (nome inválido) - hoje sinônimo de Specklinia feuilletii]] Luer 2004
- Pleurothallis filiformis (Brasil - Rio de Janeiro) - hoje sinônimo de Specklinia filiformis (Cogn.) Luer 2004
- Pleurothallis flaccida (América Tropical (?)).
- Pleurothallis flammea (Brasil  - Rio de Janeiro).
- Pleurothallis flaveola (NO. do Equador).
- Pleurothallis flexuosa (do O. da América do Sul à Venezuela).
- Pleurothallis floribunda (da Costa Rica à Bolívia) - hoje sinônimo de Crocodeilanthe floribunda (Poepp. & Endl.) Luer 2004
- Pleurothallis flosculifera (Rep. Dominicana) - hoje sinônimo de Specklinia flosculifera (Luer) Luer 2004
- Pleurothallis fluminensis (Brasil) - hoje sinônimo de Specklinia fluminensis (Pabst) Luer 2004
- Pleurothallis fockei (N. da América do Sul ao N. do Brasil).
- Pleurothallis fons-florum (do Equador ao Peru) - hoje sinônimo de Crocodeilanthe fons-florum (Lindl.) Luer 2004
- Pleurothallis forceps-cancri (Colômbia).
- Pleurothallis formondii (Haiti) .
- Pleurothallis fornicata (do Equador ao Peru) - hoje sinônimo de Specklinia fornicata (Luer) Luer 2004
- Pleurothallis fornix (Colômbia).
- Pleurothallis fortunae (Panamá) - hoje sinônimo de Dracontia fortunae (Luer & Dressler) Luer 2004
- Pleurothallis fossulata (Colômbia).
- Pleurothallis fractiflexa (da Costa Rica ao Panamá) - hoje sinônimo de Specklinia fractiflexa (Ames & C.Schweinf.) Luer 2004
- Pleurothallis francesiana - hoje sinônimo de Specklinia francesiana (Luer) Luer 2004
- Pleurothallis fritziiv (Venezuela).
- Pleurothallis fuchsii (Equador) - hoje sinônimo de Specklinia fuchsii (Luer) Luer 2004
- Pleurothallis fuegi (do México - Guerrero, Chiapas á América Central) - hoje sinônimo de Specklinia fuegii]] (Rchb.f.) Luer 2004
- Pleurothallis fugax (Colômbia).
- Pleurothallis fulgens (Costa Rica).
- Pleurothallis fumioi (Bolívia) - - hoje sinônimo de Acianthera fumioi (T.Hashim.) Luer 2004
- Pleurothallis funerea (N. do Brasil) - hoje sinônimo de Specklinia funerea (Barb.Rodr.) Luer 2004
- Pleurothallis furcatipetala (Equador) - hoje sinônimo de Specklinia furcatipetala (Luer & Hirtz) Luer 2004
- Pleurothallis furcifera (Peru) - hoje sinônimo de Ancipitia furcifera (Luer) Luer 2004
- Pleurothallis fustifera (Peru) - hoje sinônimo de Lindleyalis fustifera (Luer) Luer 2004

## G
- Pleurothallis galeata (do O. da América do Sul ao NO. da Venezuela) - hoje sinônimo de Crocodeilanthe galeata]] (Lindl.) Luer 2004
- Pleurothallis galerasensis (Colômbia) - hoje sinônimo de Crocodeilanthe galerasensis (Luer) Luer 2004
- Pleurothallis galerita (Equador) .
- Pleurothallis ganymedes (Colômbia).
- Pleurothallis garayana (Colômbia).
- Pleurothallis garayi (Brasil) - hoje sinônimo de Specklinia garayi (Pabst) Luer 2004
- Pleurothallis garciae (Venezuela).
- Pleurothallis gargantua (Ecuador).
- Pleurothallis gehrtii (Brasil - São Paulo) - hoje sinônimo de Specklinia gehrtii (Hoehne & Schltr.) Luer 2004
- Pleurothallis gelida (do S. da Flórida, Caribe, México ao Peru) - hoje sinônimo de Specklinia gelida (Lindl.) Luer 2004
- Pleurothallis gemina (Cuba).
- Pleurothallis geminicaulina (da Costa Rica ao Equador).
- Pleurothallis geminiflora (Costa Rica).
- Pleurothallis genychila (S. do Equador ao N. do Peru).
- Pleurothallis geographica (Equador).
- Pleurothallis gert-hatschbachii (Brasil - Paraná) - hoje sinônimo de Specklinia gert-hatschbachii (Hoehne) Luer 2004
- Pleurothallis ghillanyi (Brasil - São Paulo) - hoje sinônimo de Specklinia ghillanyi (Pabst) Luer 2004
- Pleurothallis gigantea (Peru) - hoje sinônimo de Kraenzlinella gigantea (Lindl.) Luer
- Pleurothallis gigas (Colômbia) - hoje sinônimo de Crocodeilanthe gigas (Luer & R.Escobar) Luer 2004
- Pleurothallis giraffa (Equador).
- Pleurothallis giraldoi (Colombia).
- Pleurothallis githaginea (Brasil - Rio de Janeiro) - hoje sinônimo de Specklinia githaginea (Pabst & Garay) Luer 2004
- Pleurothallis glabra (Colômbia).
- Pleurothallis glanduligera (L. do Brasil) - hoje sinônimo de Acianthera glanduligera (Lindl.) Luer 2004
- Pleurothallis glandulipetala (Bolívia) - hoje sinônimo de Specklinia glandulipetala (Luer) Luer 2004
- Pleurothallis glandulosa (do México - Chiapas ao N. da América do Sul).
- Pleurothallis glaucophylla (Brasil - Minas Gerais).
- Pleurothallis glaziovii (SE. do Brazil).
- Pleurothallis globifera (Brasil - Santa Catarina).
- Pleurothallis globosa (Colômbia).
- Pleurothallis glochis (da Colômbia ao Equador).
- Pleurothallis glossochila (Brasil - Paraná).
- Pleurothallis glossopogon (da Colômbia ao N. da Venezuela) - hoje sinônimo de Lindleyalis glossopogon (Rchb.f.) Luer 2004
- Pleurothallis glumacea L (SE. do Brasil)
- Pleurothallis gomesii-ferreirae (Brasil) - hoje sinônimo de Specklinia gomesii-ferreirae (Pabst) Luer 2004
- Pleurothallis gomezii (Colômbia).
- Pleurothallis gongylodes (Equador).
- Pleurothallis gonzalezii (Brasil) - hoje sinônimo de Specklinia gonzalezii (Pabst) Luer 2004
- Pleurothallis gouveiae (Brasil - Paraná).
- Pleurothallis gracilenta (Bolívia) - hoje sinônimo de Specklinia gracilenta (Luer & R.Vásquez) Luer 2004
- Pleurothallis gracilipedunculata (NO. da Venezuela) .
- Pleurothallis gracilis (Brasil - Minas Gerais).
- Pleurothallis gracilisepala (Brasil - Paraná) - hoje sinônimo de Acianthera gracilisepala (Brade) Luer 2004
- Pleurothallis gracillima (do SO. da Colômbia ao Equador).
- Pleurothallis grandiflora (do O. da América do Sul ao NO.da Venezuela).
- Pleurothallis grandis (Costa Rica) - hoje sinônimo de Dracontia grandis (Rolfe) Luer 2004
- Pleurothallis granitica (Venezuela) - hoje sinônimo de Acianthera granitica (Luer & G.A.Romero) Luer 2004
- Pleurothallis granularis (Colômbia).
- Pleurothallis granulosa (Brasil - Rio de Janeiro) - hoje sinônimo de Specklinia granulosa (Barb.Rodr.) Luer 2004
- Pleurothallis gratiosa (N. da Venezuela) - hoje sinônimo de Ancipitia gratiosa (Rchb.f.) Luer 2004
- Pleurothallis graveolens (Brasil) - hoje sinônimo de of Specklinia graveolens (Pabst) Luer 2004
- Pleurothallis grayumii (Costa Rica) - hoje sinônimo de Specklinia grayumii (Luer) Luer 2004
- Pleurothallis grisebachiana (Cuba) - hoje sinônimo de Specklinia grisebachiana (Cogn.) Luer 2004
- Pleurothallis grobyi (C. e O. da América do Sul).
- Pleurothallis guanacastensis (Costa Rica).
- Pleurothallis guarujaensis (Brasil - São Paulo).
- Pleurothallis guimaraensii (Brasil - Paraná) - hoje sinônimo de Specklinia guimaraensii (Brade) Luer 2004
- Pleurothallis gutierrezii (Bolívia).
- Pleurothallis guttata (da Costa Rica ao Panamá).
- Pleurothallis guttulata (Brazil - Rio de Janeiro) - now synonym of Elongatia guttata (Luer) Luer 2004

## H
- Pleurothallis habenula (do S. da Colômbia ao N. do Equador).
- Pleurothallis haberi - hoje sinônimo de Specklinia haberi (Luer) Luer 2004
- Pleurothallis haitiensis (Haiti).
- Pleurothallis hamiltonii - hoje sinônimo de Specklinia hamiltonii (Luer) Luer 2004
- Pleurothallis hammelii (Panamá).
- Pleurothallis hamosa (Brasil - Bahia, Minas Gerais).
- Pleurothallis handroi (Brasil - São Paulo).
- Pleurothallis harlingii (SO. do Equador).
- Pleurothallis harpago (Panamá) - hoje sinônimo de Ancipitia harpago (Luer) Luer 2004
- Pleurothallis harpophylla - hoje sinônimo de Acianthera harpophylla (Rchb.f.) Luer 2004
- Pleurothallis hartwegii (S. da Colômbia, S. do Equador).
- Pleurothallis hastulata (Brasil - Minas Gerais) - hoje sinônimo de Specklinia hastulata (Rchb.f. & Warm.) Luer 2004
- Pleurothallis hatschbachii (Brasil e Argentina) .
- Pleurothallis heliconioides (Bolívia).
- Pleurothallis heliconiscapa (Brasil - Rio Grande do Norte) - hoje sinônimo de Specklinia heliconiscapa]] (Hoehne) Luer 2004
- Pleurothallis helleri (da Nicarágua ao O. do Equador).
- Pleurothallis helleriana (Costa Rica).
- Pleurothallis helmutii (SE. do Brasil) - hoje sinônimo de Specklinia helmutii (Hoehne) Luer 2004
- Pleurothallis hemileuca (Panamá).
- Pleurothallis hemirhoda  - hoje sinônimo de Lindleyalis hemirhoda (Lindl. & Paxton) Luer 2004
- Pleurothallis hemisphaerica (Colômbia).
- Pleurothallis henniae (Equador).
- Pleurothallis henrici (O. do Equador) - hoje sinônimo de Acianthera henrici (Schltr.) Luer 2004
- Pleurothallis henrique-aragonii (Brasil) - hoje sinônimo de Specklinia henrique-aragonii (Pabst) Luer 2004
- Pleurothallis heringeri (Brasil - Minas Gerais) - hoje sinônimo de Acianthera heringeri (Hoehne) Luer 2004
- Pleurothallis herpestes (Costa Rica).
- Pleurothallis herpethophyton (Bolívia) - hoje sinônimo de Specklinia herpethophyton (Schltr.) Luer 2004
- Pleurothallis herrerae (Guatemala) - hoje sinônimo de Brenesia herrerae (Luer) Luer 2004
- Pleurothallis heteropetala (Equador) .
- Pleurothallis heterophylla (Brasil - Rio de Janeiro) - hoje sinônimo de Specklinia heterophylla (Barb.Rodr.) Luer 2004
- Pleurothallis hexandra (Venezuela).
- Pleurothallis hians (SE. do Brasil) - hoje sinônimo de Specklinia hians (Lindl.) Luer 2004
- Pleurothallis hilariana (Venezuela).
- Pleurothallis hintonii (México - Guerrero) - hoje sinônimo de Kraenzlinella hintonii (L.O.Williams) Luer
- Pleurothallis hippocrepica (da Colômbia ao Equador).
- Pleurothallis hirsutula (Jamaica).
- Pleurothallis hitchcockii (N. e O. da América do Sul) - hoje sinônimo de Talpinaria hitchcockii (Ames) Luer 2004
- Pleurothallis hjertingii (Peru).
- Pleurothallis hoehnei (Brasil - São Paulo).
- Pleurothallis hoeijeri (Equador) .
- Pleurothallis hoffmannseggiana (Brasil - Rio de Janeiro - hoje sinônimo de Acianthera hoffmannseggiana (Rchb.f.) Luer 2004
- Pleurothallis holstii (Venezuela).
- Pleurothallis holtonii (Colômbia) - hoje sinônimo de Elongatia holtonii (Luer) Luer 2004
- Pleurothallis homalantha (América Central).
- Pleurothallis hondurensis (do México - Chiapas à América Central).
- Pleurothallis humilis (Venezuela) - hoje sinônimo de Specklinia humilis (C.Schweinf.) Luer 2004
- Pleurothallis hygrophila (Brasil e Argentina) - hoje sinônimo de Specklinia hygrophila (Barb.Rodr.) Luer 2004
- Pleurothallis hymenantha (da Guiana ao Brasil)
- Pleurothallis hypnicola (Brasil - Rio de Janeiro).

## I
- Pleurothallis ichthyonekys (Equador).
- Pleurothallis ignota - hoje sinônimo de Specklinia ignota (Luer) Luer 2004
- Pleurothallis iguapensis - hoje sinônimo de Acianthera iguapensis (Schltr.) F. Barros 2004
- Pleurothallis illudens (Brasil - Santa Catarina).
- Pleurothallis imago (Panamá).
- Pleurothallis imbaburae (Equador) .
- Pleurothallis imbeana (Brasil - Rio de Janeiro).
- Pleurothallis imber-florum (Colômbia).
- Pleurothallis imberbis (do Equador à Bolívia) - hoje sinônimo de Specklinia imberbi (Luer & Hirtz) Luer 2004
- Pleurothallis imbricata (Brasil - Minas Gerais) - hoje sinônimo de Specklinia imbricata (Barb.Rodr.) Luer 2004
- Pleurothallis imitor (Costa Rica).
- Pleurothallis immersa (do México ao N. da Venezuela) - hoje sinônimo de Specklinia immersa]] (Linden & Rchb.f.) Luer 2004
- Pleurothallis imperialis (Equador).
- Pleurothallis implexa (Equador).
- Pleurothallis imraei (América Tropical) - hoje sinônimo de Specklinia imraei (Lindl.) Luer 2004
- Pleurothallis inaequalis (Brasil).
- Pleurothallis incongrua (Colômbia).
- Pleurothallis index (da Colômbia ao Equador).
- Pleurothallis infinata (Bolívia) - hoje sinônimo de Specklinia infinita (Luer & Hirtz) Luer 2004
- Pleurothallis inflata (da Colômbia ao Equador).
- Pleurothallis infundibulosa (Colômbia) - hoje sinônimo de Crocodeilanthe infundibulosa (Luer) Luer 2004
- Pleurothallis ingramii (Costa Rica) - hoje sinônimo de Dracontia ingramii (Luer) Luer 2004
- Pleurothallis inornata (Equador) - hoje sinônimo de Ancipitia inornata (Luer & Hirtz) Luer 2004
- Pleurothallis instar (Panamá).
- Pleurothallis insularis (Brasil - São Paulo).
- Pleurothallis intonsa (Colômbia).
- Pleurothallis inversa (Bolívia) - hoje sinônimo de Specklinia inversa (Luer & R.Vásquez) Luer 2004
- Pleurothallis involuta - hoje sinônimo de Specklinia involuta (L.O.Williams) Luer 2004
- Pleurothallis iota (Equador) - hoje sinônimo de Specklinia iota (Luer) Luer 2004
- Pleurothallis ipyrangana (Brasil - Paraná).
- Pleurothallis isthmica (da Costa Rica ao Panamá).

## J
- Pleurothallis jacarepaguaensis (Brasil - Rio de Janeiro).
- Pleurothallis jaculifera (Colômbia).
- Pleurothallis jalapensis (do México - Chiapas à Guatemala) - hoje sinônimo de Specklinia jalapensis (Kraenzl.) Luer 2004
- Pleurothallis jamaicensis (Jamaica) - hoje sinônimo de Specklinia jamaicensis (Rolfe) Luer 2004
- Pleurothallis jamiesonii (do S. da Colômbia ao Equador) - hoje sinônimo de Crocodeilanthe jamesonii (Lindl.) Luer 2004
- Pleurothallis janetiae (Costa Rica) - hoje sinônimo de Elongatia janetiae (Luer) Luer 2004
- Pleurothallis jaramilloi (Colômbia).
- Pleurothallis jesupii (Rep. Dominicana) - hoje sinônimo de Specklinia jesupii (Luer) Luer 2004
- Pleurothallis jesupiorum (Equador) - hoje sinônimo de Specklinia jesupiorum (Luer & Hirtz) Luer 2004
- Pleurothallis jimii Luer - hoje sinônimo de Ancipitia jimii (Luer) Luer 2004
- Pleurothallis jocolensis (Guatemala).
- Pleurothallis johannensis (SE. do Brasil)
- Pleurothallis johnsonii (do México - Oaxaca, Chiapas à América Central) - hoje sinônimo de of Brenesia johnsonii (Ames) Luer 2004
- Pleurothallis jordanensis (Brasil - São Paulo) - hoje sinônimo de Specklinia jordanensis (Hoehne) Luer 2004
- Pleurothallis jupiter (Ecuador).
- Pleurothallis jurisdixii (Colômbia) - hoje sinônimo de Crocodeilanthe jurisdixii (Luer & R.Escobar) Luer 2004
- Pleurothallis juxtaposita (Panamá) - hoje sinônimo de Acianthera juxtaposita (Luer) Luer 2004

## K
- Pleurothallis kareniae (Costa Rica) - hoje sinônimo de Unciferia kareniae (Luer) Luer 2004
- Pleurothallis karlii (Brasil - Rio Grande do Sul) - hoje sinônimo de Acianthera karlii (Pabst) C.N.Gonç. & Waechter 2004
- Pleurothallis kateora (Colômbia) - hoje sinônimo de Apoda-prorepentia kateora (Luer) Luer 2004
- Pleurothallis kautskyi (Brasil - Espírito Santo) - hoje sinônimo de Specklinia kautskyi (Pabst) Luer 2004
- Pleurothallis kegelii (Suriname) - hoje sinônimo de Acianthera kegelii (Rchb.f.) Luer 2004
- Pleurothallis kennedyi (Peru)
- Pleurothallis kerrii (do NE. do Peru ao Brasil) - hoje sinônimo de Madisonia kerrii (Braga) Luer 2004
- Pleurothallis killipii (Colombia).
- Pleurothallis kleinii (Brasil) - hoje sinônimo de Specklinia kleinii (Pabst) Luer 2004
- Pleurothallis klotzschiana (SE. do Brasil)
- Pleurothallis knappiae (Panamá).
- Pleurothallis kraenzliniana (Brasil).
- Pleurothallis kuhniae (Peru) - hoje sinônimo de Specklinia kuhniae (Luer) Luer 2004

## L
- Pleurothallis lacera (Equador)
- Pleurothallis laciniata (SE. do Brasil) - hoje sinônimo de Specklinia laciniata (Barb.Rodr.) Luer 2004
- Pleurothallis laevigata (O. da América do Sul) - hoje sinônimo de Crocodeilanthe laevigata (Lindl.) Luer 2004
- Pleurothallis laevis (Equador) - hoje sinônimo de Crocodeilanthe laevis (Luer & Hirtz) Luer 2004
- Pleurothallis lagarophyta (Peru)  - hoje sinônimo de Specklinia lagarophyta (Luer) Luer 2004
- Pleurothallis lamellaris (C. da Colômbia à Bolívia)
- Pleurothallis lamia (Equador)
- Pleurothallis laminata (Equador)  - hoje sinônimo de Crocodeilanthe laminata (Luer) Luer 2004
- Pleurothallis lamproglossa (Brasil - Paraná)
- Pleurothallis lanceana (de Trinidad e Costa Rica ao S. da América Tropical).
- Pleurothallis lanceola (SE. do México à Colômbia e Jamaica).
- Pleurothallis langeana (S. do Brasil)
- Pleurothallis languida (Colômbia)
- Pleurothallis lappago (Equador) - hoje sinônimo de Kraenzlinella lappago (Luer) Luer 2004
- Pleurothallis lappiformis (Nicarágua, Equador) - hoje sinônimo de Brenesia lappiformis (A.H.Heller & L.O.Williams) Luer 2004
- Pleurothallis lasioglossa (Equador) - hoje sinônimo de Specklinia lasioglossa (Schltr.) Luer 2004
- Pleurothallis latilabris (NO. da Venezuela) - hoje sinônimo de Specklinia latilabris (Foldats) Luer 2004
- Pleurothallis latipetala (Colômbia)
- Pleurothallis laxa (Jamaica)
- Pleurothallis laxiflora (Brasil) - hoje sinônimo de Specklinia laxiflora (Porsch) Luer 2004
- Pleurothallis lehmanneptis - hoje sinônimo de Specklinia lehmanneptis (Luer & R.Escobar) Luer 2004
- Pleurothallis lehmanniana (S. da Colômbia ao N. do Equador) - hoje sinônimo de Crocodeilanthe lehmanniana (Schltr.) Luer 2004
- Pleurothallis lemniscifolia (Equador)
- Pleurothallis lenae (Equador).
- Pleurothallis lentiginosa (Costa Rica).
- Pleurothallis leontoglossa (Brasil - Rio de Janeiro) - hoje sinônimo de Specklinia leontoglossa (Rchb.f.) Luer 2004
- Pleurothallis leopardina (Equador)
- Pleurothallis lepanthoides - hoje sinônimo de Specklinia lepanthoides (Schltr.) Luer 2004
- Pleurothallis lepidota (da Costa Rica ao Panamá)
- Pleurothallis leptantha (Colômbia) - hoje sinônimo de Specklinia leptantha (Schltr.) Luer 2004
- Pleurothallis leptotifolia (SE. do Brasil)  - hoje sinônimo de Specklinia leptotifolia (Barb.Rodr.) Luer 2004
- Pleurothallis leucantha (Mexico - Chiapas à América Central)
- Pleurothallis leucopyramis (Costa Rica) - hoje sinônimo de Specklinia leucopyramis (Rchb.f.) Luer 2004
- Pleurothallis leucorhoda (Brasil - Rio Grande do Sul)
- Pleurothallis leucosepala (Brasil - São Paulo) - hoje sinônimo de Specklinia leucosepala  2004
- Pleurothallis lewisiae (do México à América Central) - hoje sinônimo de Specklinia lewisiae (Ames) Luer 2004
- Pleurothallis lichenicola (Cuba)  - hoje sinônimo de Specklinia lichenophila (Porto & Brade) Luer 2004
- Pleurothallis lichenophila (Brasil - Rio de Janeiro) - hoje sinônimo de Specklinia lichenophila (Porto & Brade) Luer 2004
- Pleurothallis ligulata (O da América do Sul)  - hoje sinônimo de Crocodeilanthe ligulata (Lindl.) Luer 2004
- Pleurothallis lilijae (do NO. da Venezuela ao Equador).
- Pleurothallis limae (Brasil - Rio de Janeiro).
- Pleurothallis limbata (Brasil - Rio de Janeiro) - hoje sinônimo de Specklinia limbata (Cogn.) Luer 2004
- Pleurothallis lindenii (do O. da América do Sul à Venezuela).
- Pleurothallis linearifolia (SE. & S. do Brasil à Argentina) - hoje sinônimo de Specklinia linearifolia (Cogn.) Luer 2004
- Pleurothallis linearis (México).
- Pleurothallis lineolata (Brasil - Rio de Janeiro)  - hoje sinônimo de Specklinia lineolata (Barb.Rodr.) Luer 2004
- Pleurothallis lingua (Brasil - Rio de Janeiro)  - hoje sinônimo deSpecklinia lingua (Lindl.) Luer 2004
- Pleurothallis linguifera (do O. da América do Sul à Venezuela).
- Pleurothallis liparanges (Brasil)  - hoje sinônimo de Specklinia liparanges (Rchb.f.) Luer 2004
- Pleurothallis lipothrix (Equador).
- Pleurothallis listerophora (da Costa Rica ao Panamá)  - hoje sinônimo de Specklinia listerophora (Schltr.) Luer 2004
- Pleurothallis litensis (Equador)  - hoje sinônimo de Acianthera litensis (Luer & Hirtz) Luer 2004
- Pleurothallis lithophilav (Brasil).
- Pleurothallis litotes (S. da Colômbia ao Equador).
- Pleurothallis llamachoi (Cuba)  - hoje sinônimo de Specklinia llamachoi (Luer) Luer 2004
- Pleurothallis lobata (Colômbia).
- Pleurothallis lobiserrata (Brasil - Rio de Janeiro).
- Pleurothallis loefgrenii (Brasil - São Paulo).
- Pleurothallis loejtnantii (Equador).
- Pleurothallis lojae (da Costa Rica à Bolivia) - hoje sinônimo de Acianthera lojae (Schltr.) Luer 2004
- Pleurothallis londonoi (Colômbia)  - hoje sinônimo de Ancipitia londonoi (Luer) Luer 2004
- Pleurothallis longicaulis - hoje sinônimo de Specklinia longicaulis (Lindl.) Luer 2004
- Pleurothallis longicornu (Brasil - Paraná).
- Pleurothallis longilabris (Cuba)- hoje sinônimo de Specklinia longilabris (Lindl.) Luer 2004
- Pleurothallis longipedicellata (da Costa Rica ao Equador).
- Pleurothallis longisepala (do S. da Venezuela ao N. do Brasil).
- Pleurothallis longiserpens (Peru).
- Pleurothallis longispicata (O. do México) - hoje sinônimo de Specklinia longispicata (L.O.Williams) Luer 2004
- Pleurothallis lopezii (Colômbia).
- Pleurothallis loranthophylla (da Costa Rica to N. e O. da América do Sul).
- Pleurothallis luctuosa (da Costa Rica ao Equador).
- Pleurothallis luis-diegoi (Costa Rica) - hoje sinônimo de Specklinia luis-diegoi (Luer) Luer 2004
- Pleurothallis lunaris (Colômbia).
- Pleurothallis luteola (Brasil - Rio de Janeiro).

## M
- Pleurothallis macra (C. do Equador).
- Pleurothallis macrantha (da Costa Rica ao Panamá) - hoje sinônimo de Dracontia macrantha (L.O.Williams) Luer 2004
- Pleurothallis macroblepharis (do C. da Colômbia ao N. do Peru).
- Pleurothallis macrophylla - hoje sinônimo de Elongatia macrophylla (Kunth) Luer 2004
- Pleurothallis macropoda (SE. do Brasil).
- Pleurothallis macuconensis (Brasil - Minas Gerais) - hoje sinônimo de Acianthera macuconensis (Barb.Rodr.) Luer 2004
- Pleurothallis maculata (Brasil).
- Pleurothallis maculosa (Brasil - Paraná).
- Pleurothallis madisonii (Equador) .
- Pleurothallis madsenii (Equador).
- Pleurothallis maduroi (Panamá).
- Pleurothallis magalhanesiiv (Brasil) - hoje sinônimo de Acianthera magalhanesii (Pabst) Luer 2004
- Pleurothallis magdalenae (da Colômbia ao Equador).
- Pleurothallis magnicalcarata (Brasil - São Paulo).
- Pleurothallis magnifica (Colômbia).
- Pleurothallis magnipetala (Peru) .
- Pleurothallis maguirei (Guiana) - hoje sinônimo de Specklinia maguirei (Luer) Luer 2004
- Pleurothallis malachantha (Brasil - Rio de Janeiro) - hoje sinônimo de Specklinia malachantha (Rchb.f.) Luer 2004
- Pleurothallis malmeana (Brasil - Rio Grande do Sul) - hoje sinônimo deSpecklinia malmeana (Dutra ex Pabst) Luer 2004
- Pleurothallis mammillata (Panamá).
- Pleurothallis mandonii (Equador, Bolívia) - hoje sinônimo de Crocodeilanthe mandonii (Rchb.f.) Luer 2004
- Pleurothallis manicosa (Colômbia).
- Pleurothallis mantiguyrana (Brasil - Minas Gerais).
- Pleurothallis marthae (Colômbia).
- Pleurothallis martinezii (nom. invál.) - hoje sinônimo de Acianthera martinezii (Luer) Luer 2004
- Pleurothallis marumbyana (Brasil - Paraná) - hoje sinônimo de Acianthera marumbyana (Garay) Luer 2004
- Pleurothallis masdevalliopsis (Equador) .
- Pleurothallis mastodon (Equador)
- Pleurothallis matinhensis - hoje sinônimo de Specklinia matinhensis (Hoehne) Luer 2004
- Pleurothallis matudana (do S. do México à Bolívia)
- Pleurothallis maxima (do C. da Colômbia ao C. do Equador) - hoje sinônimo de Crocodeilanthe maxima (Luer) Luer 2004
- Pleurothallis mazei (Guadalupe) - hoje sinônimo de Specklinia mazei (Urb.) Luer 2004
- Pleurothallis medinae (L. do Ecuador) - hoje sinônimo de Lindleyalis medinae (Luer & J.Portilla) Luer 2004 oo Specklinia medinae (Luer & J.Portilla) Luer 2004 (?)
- Pleurothallis mediocarinata (do Peru à Bolívia) - hoje sinônimo de Specklinia mediocarinata (C.Schweinf.) Luer 2004
- Pleurothallis medusa (Costa Rica).
- Pleurothallis megaglossa (Equador).
- Pleurothallis megaloophora (Equador) - hoje sinônimo de Specklinia megaloöphora (Luer) Luer 2004
- Pleurothallis megalops (Equador) .
- Pleurothallis megalorhina (Colômbia).
- Pleurothallis megalotis (Equador).
- Pleurothallis melachila (Brasil - Rio de Janeiro) - hoje sinônimo de Acianthera melachila (Barb.Rodr.) Luer 2004
- Pleurothallis melanochthoda (Equador) - hoje sinônimo de Apoda-prorepentia melanochthoda (Luer & Hirtz) Luer 2004
- Pleurothallis melanoglossa (Colômbia) - hoje sinônimo de Acianthera melanoglossa (Luer & R.Escobar) Luer 2004
- Pleurothallis melanostele (Bolívia).
- Pleurothallis melanosticta (Equador) .
- Pleurothallis membracidoides (Colômbia) - hoje sinônimo de Ancipitia membracidoides (Luer) Luer 2004
- Pleurothallis mentigera (Brasil) .
- Pleurothallis mentosa (S. da América Tropical) - hoje sinônimo de Specklinia mentosa (Cogn.) Luer 2004
- Pleurothallis meridana (da Colômbia ao NO. da Venezuela) - hoje sinônimo de Specklinia meridana (Rchb.f.) Luer 2004
- Pleurothallis micklowii (Bolivia).
- Pleurothallis micrantha (Brazil - Minas Gerais).
- Pleurothallis microblephara (Brasil - Paraná) - hoje sinônimo de Specklinia microblephara (Schltr.) Luer 2004
- Pleurothallis microgemma (Brasil - São Paulo).
- Pleurothallis microphylla (do México à América Central)
- Pleurothallis microphyta (do Brazil ao NE. da Argentina) - hoje sinônimo de Specklinia microphyta (Barb.Rodr.) Luer 2004
  - Pleurothallis microphyta var. microphyta (Brasil - Rio de Janeiro).
  - Pleurothallis microphyta var. misionum (Argentina)
- Pleurothallis microtis (Brasil - Rio Grande do Sul) - hoje sinônimo de  Specklinia microtis (Schltr.) Luer 2004
- Pleurothallis miguelii (Rep. Dominicana) - hoje sinônimo de Acianthera miguelii (Schltr.) Luer 2004
- Pleurothallis millei (Equador).
- Pleurothallis millipeda (Colômbia) - hoje sinônimo de Specklinia millipeda (Luer) Luer 2004
- Pleurothallis minima - hoje sinônimo de Specklinia minima (C.Schweinf.) Luer 2004
- Pleurothallis minimifolia (Brasil - São Paulo).
- Pleurothallis minor (América Central).
- Pleurothallis minuta (Costa Rica) - hoje sinônimo de Specklinia minuta (Ames & C.Schweinf.) Luer 2004
- Pleurothallis minutalis (do S. do México à Guatemala) - hoje sinônimo de Specklinia minutalis (Lindl.) Luer 2004
- Pleurothallis minutissima (Colômbia) - hoje sinônimo de Specklinia minutissima (Luer) Luer 2004
- Pleurothallis miqueliana (S. da América Tropical).
- Pleurothallis mirabilis (Brasil - Paraná) - hoje sinônimo de Specklinia mirabilis (Schltr.) Luer 2004
- Pleurothallis miragliae' - hoje sinônimo de Specklinia miragliae (Leite) Luer 2004
- Pleurothallis miranda (Equador).
- Pleurothallis mitchellii (Haiti) - hoje sinônimo de Specklinia mitchelii (Dod) Luer 2004
- Pleurothallis mocoana (Colômbia) - hoje sinônimo de Specklinia mocoana (Schltr.) Luer 2004
- Pleurothallis modesta (Brasil - Rio de Janeiro) - hoje sinônimo de Specklinia modesta (Barb.Rodr.) Luer 2004
- Pleurothallis modestissima (Brasil - Minas Gerais).
- Pleurothallis molleturoi (Equador) - hoje sinônimo de  Crocodeilanthe molleturoi (Luer & Dodson) Luer 2004
- Pleurothallis monocardia (da Venezuela ao Equador).
- Pleurothallis montana (Brasil - Minas Gerais).
- Pleurothallis montezumae (Costa Rica) - hoje sinônimo de Specklinia montezumae (Luer) Luer 2004
- Pleurothallis montipelladensis Hoehne (Brazil - São Paulo) - hoje sinônimo de Specklinia montepelladensis (Hoehne) Luer 2004
- Pleurothallis morenoi (Bolívia) - hoje sinônimo de Specklinia morenoi (Luer) Luer 2004
- Pleurothallis morganii (Equador) - hoje sinônimo de Specklinia morganii (Luer) Luer 2004
- Pleurothallis morilloi (Venezuela) - hoje sinônimo de Acianthera morilloi (Carnevali & I.Ramírez) Luer 2004
- Pleurothallis moritzii (da Venezuela à Guiana e Ecuador) - hoje sinônimo de  Crocodeilanthe moritzii (Rchb.f.) Luer 2004
- Pleurothallis mornicola (Haiti) - hoje sinônimo de Specklinia mornicola (Mansf.) Luer 2004
- Pleurothallis moronae (SE. do Equador) - hoje sinônimo de Acianthera moronae (Luer & Hirtz) Luer 2004
- Pleurothallis mouraei (SE. do Brasil)
- Pleurothallis mucronata Lindl. ex Cogn (Cuba) - hoje sinônimo de Specklinia mucronata (Lindl. ex Cogn.) Luer 2004
- Pleurothallis mundula (Colômbia).
- Pleurothallis murex (do L. de Cuba à Hispaniola) - hoje sinônimo de Specklinia murex (Rchb.f.) Luer 2004
- Pleurothallis murexoidea (S. do Brasil) - hoje sinônimo de Specklinia murexoidea (Pabst) Luer 2004
- Pleurothallis muricaudata (Ecuador) - hoje sinônimo de Specklinia muricaudata (Luer) Luer 2004
- Pleurothallis muriculata (SE. do Equador).
- Pleurothallis muscicola (L. do Brasil).
- Pleurothallis muscoidea (Brasil - Rio de Janeiro).
- Pleurothallis muscosa (do SE. do Brasil à Argentina)  - hoje sinônimo de Specklinia muscosa (Barb.Rodr.) Luer 2004
- Pleurothallis myrmecophila (Brasil - Mato Grosso).
- Pleurothallis myrticola (Brasil - Minas Gerais)  - hoje sinônimo de Specklinia myrticola (Barb.Rodr.) Luer 2004
- Pleurothallis mystax (Panamá).

## N
- Pleurothallis nanifolia (SE. da Venezuela) - hoje sinônimo de Specklinia nanifolia (Foldats) Luer 2004
- Pleurothallis napintzae (Equador) - hoje sinônimo deSpecklinia napintzae (Luer & Hirtz) Luer 2004
- Pleurothallis nasiterna (Equador).
- Pleurothallis navilinguis (Colômbia).
- Pleurothallis nectarifera ((Brasil - Rio de Janeiro) - hoje sinônimo deSpecklinia nectarifera (Barb.Rodr.) Luer 2004
- Pleurothallis nellyae (Colômbia).
- Pleurothallis nemorosa (Brasil - Minas Gerais) - hoje sinônimo de Acianthera nemorosa (Barb.Rodr.) Luer 2004
- Pleurothallis nemorum (Costa Rica).
- Pleurothallis neobradei (Brasil - São Paulo) - hoje sinônimo de Specklinia neobradei (Luer) Luer 2004
- Pleurothallis neoharlingii (Equador)
- Pleurothallis nephroglossa (L. do Ecuador).
- Pleurothallis niesseniae (Colômbia) - hoje sinônimo de Specklinia niesseniae (Luer) Luer 2004
- Pleurothallis nigriflora (México - Morelos) - hoje sinônimo deSpecklinia nigriflora (L.O.Williams) Luer 2004
- Pleurothallis nipterophylla (Equador).
- Pleurothallis nitida (Panamá).
- Pleurothallis nivalis (CO. do Equador) - hoje sinônimo de Crocodeilanthe nivalis (Luer) Luer 2004
- Pleurothallis niveoglobula (CL. e SE. do Equador)  - hoje sinônimo deAncipitia niveoglobula (Luer) Luer 2004
- Pleurothallis northenae (Colômbia).
- Pleurothallis nossax (Colômbia).
- Pleurothallis notabilis (Colômbia).
- Pleurothallis nox-media (Colômbia).
- Pleurothallis nuda (O. da América do Sul à Venezuela).
- Pleurothallis nummularia (Cuba) - hoje sinônimo de Specklinia nummularia (Rchb.f.) Luer 2004
- Pleurothallis nutans (Colômbia)

## O
- Pleurothallis oblanceolata - hoje sinônimo de Specklinia oblanceolata (L.O.Williams) Luer 2004
- Pleurothallis obliquipetala - hoje sinônimo deSpecklinia obliquipetala (Acuña & C.Schweinf.) Luer 2004
- Pleurothallis oblonga (Equador) - hoje sinônimo de  Specklinia oblonga (Luer & Hirtz) Luer 2004
- Pleurothallis oblongifolia (Caribe)  - hoje sinônimo de Dracontia oblongifolia]] (Lindl.) Luer 2004
- Pleurothallis obovata :  (América Tropical).
- Pleurothallis obpyriformis (Equador).
- Pleurothallis obscura (México)
- Pleurothallis ocellus (CS. do Equador).
- Pleurothallis ochreata (L. do Brasil).
  - Pleurothallis ochreata subsp. cylindrifolia (Brasil - Minas Gerais).
  - Pleurothallis ochreata subsp. ochreata (NE. do Brasil).
- Pleurothallis octavioi (Colômbia).
- Pleurothallis octophrys (SE. do Brasil)  - hoje sinônimo de Specklinia octophrys (Rchb.f.) Luer 2004
- Pleurothallis odobeniceps (Colômbia) - hoje sinônimo de Ancipitia odobeniceps (Luer) Luer 2004
- Pleurothallis odontotepala (Caribe) - hoje sinônimo de Acianthera odontotepala (Rchb.f.) Luer 2004
- Pleurothallis oestlundiana (México)
- Pleurothallis ofella (Equador).
- Pleurothallis oligantha (Brasil - Rio de Janeiro) - hoje sinônimo de Acianthera oligantha (Barb.Rodr.) Luer 2004
- Pleurothallis omissa (Venezuela).
- Pleurothallis omoglossa (Guiana Francesa, L. do Equador).
- Pleurothallis onagriceps (Equador)  - hoje sinônimo de Ancipitia onagriceps (Luer & Hirtz) Luer 2004
- Pleurothallis oncoglossa (Costa Rica).
- Pleurothallis ophiantha (Brasil - Minas Gerais).
- Pleurothallis orecta (Colômbia).
- Pleurothallis orectopus (NO. do Equador) - hoje sinônimo de Crocodeilanthe orectopus (Luer) Luer 2004
- Pleurothallis oricola (Cuba).
- Pleurothallis ornata (do México à América Central)  - hoje sinônimo de Specklinia ornata (Rchb.f.) Luer 2004
- Pleurothallis ortegae (NE. do Equador).
- Pleurothallis orthostachys Luer & R. Escobar (da Colômbia ao Equador)
- Pleurothallis oscitans (Honduras) - hoje sinônimo de Didactylus oscitans (Ames) Luer 2004
- Pleurothallis otopetalum (S. da Colômbia ao Peru) - hoje sinônimo de Kraenzlinella otopetalum (Schltr.) Luer 2004
- Pleurothallis oxapampae (Peru).

## P
- Pleurothallis pabstii (Brasil - Paraná) - hoje sinônimo de Specklinia pabstii (Garay) Luer 2004
- Pleurothallis pacayana (América Central).
- Pleurothallis pachyglossa (do México à América Central) - hoje sinônimo de Dracontia pachyglossa (Lindl.) Luer 2004
- Pleurothallis pachyphylla (Brasil - Rio de Janeiro).
- Pleurothallis pachyphyta (Equador) - hoje sinônimo de Specklinia pachyphyta (Luer) Luer 2004
- Pleurothallis pachypus (O. da America do Sul) - hoje sinônimo de Crocodeilanthe pachypus (F.Lehm. & Kraenzl.) Luer 2004
- Pleurothallis pallida (Panamá).
- Pleurothallis palliolata (Costa Rica).
- Pleurothallis pan (da Costa Rica ao Panamá) - hoje sinônimo de Brenesia pan (Luer) Luer 2004
- Pleurothallis pandurata (Equador).
- Pleurothallis pandurifera (Brasil - Rio de Janeiro) - hoje sinônimo de Specklinia pandurifera (Lindl.) Luer 2004
- Pleurothallis panduripetala (S. do Brasil).
- Pleurothallis pansamalae (S. do México à América Central).
- Pleurothallis pantasmi (da América Central ao O. do Equador).
- Pleurothallis pantasmoides (do Equador ao Peru).
- Pleurothallis pantherina (Brasil - Rio de Janeiro) - hoje sinônimo de Specklinia pantherina (Seehawer) Luer 2004
- Pleurothallis papillifera (Costa Rica) - hoje sinônimo de Dracontia papillifera (Rolfe) Luer 2004
- Pleurothallis papillosa (Brasil - Minas Gerais).
- Pleurothallis papulifolia (Cuba) - hoje sinônimo de Acianthera papulifolia (Luer) Luer 2004
- Pleurothallis papuligera (Bolívia) - hoje sinônimo de Specklinia papuligera (Schltr.) Luer 2004
- Pleurothallis paquishae (da Colômbia ao Equador).
- Pleurothallis paradoxa (Equador) - hoje sinônimo de Didactylus paradoxa (Luer & Dalström) Luer 2004
- Pleurothallis parahybunensis ((Brasil - Minas Gerais).
- Pleurothallis paranaensis (Brasil - Paraná) - hoje sinônimo de Specklinia paranaensis (Schltr.) Luer 2004
- Pleurothallis paranapiacabensis (Brasil - São Paulo) - hoje sinônimo de Specklinia paranapiacabensis (Hoehne) Luer 2004
- Pleurothallis pardipes (Brasil - Rio de Janeiro).
- Pleurothallis pariaensis (Venezuela).
- Pleurothallis parva (SE. do Brasil).
- Pleurothallis parviflora (NE. do Equador).
- Pleurothallis parvifolia (da Costa Rica ao S. da América Tropical).
- Pleurothallis parvula - hoje sinônimo de Antilla parvula (Ames & C.Schweinf.) Luer 2004
- Pleurothallis paspaliformis (S. do Brasil).
- Pleurothallis patateensis (Equador) - hoje sinônimo de Crocodeilanthe patateensis (Luer) Luer 2004
- Pleurothallis pauloensis (Brasil - São Paulo) - hoje sinônimo de Specklinia pauloensis (Hoehne & Schltr.) Luer 2004
- Pleurothallis pavimentata (Brasil - Rio de Janeiro).
- Pleurothallis pectinata (SE. do Brasil).
- Pleurothallis peculiaris (Panamá).
- Pleurothallis pelex (Equador).
- Pleurothallis pelicophora (Equador).
- Pleurothallis pellifeloidis (Brasil - Rio de Janeiro) - hoje sinônimo de Specklinia pellifeloidis (Barb.Rodr.) Luer 2004
- Pleurothallis pellucida (Equador) - hoje sinônimo de Crocodeilanthe pellucida (Luer & Hirtz) Luer 2004
- Pleurothallis pemonum (Venezuela) - hoje sinônimo de Specklinia pemonum (Carnevali & I.Ramírez) Luer 2004
- Pleurothallis pendens (Rep. Dominicana) - hoje sinônimo de Antilla pendens (Dod) Luer 2004
- Pleurothallis penduliflora (da Colômbia ao C. do Peru).
- Pleurothallis penelops (Equador).
- Pleurothallis penicillata (Colômbia) - hoje sinônimo de Colombiana penicillata (Luer) Luer 2004
- Pleurothallis pennelliana (Colômbia) - hoje sinônimo de  Crocodeilanthe pennelliana (Luer) Luer 2004
- Pleurothallis peperomioides (Costa Rica) - hoje sinônimo de Specklinia peperomioides (Ames) Luer 2004
- Pleurothallis per-dusenii (Brasil - Paraná).
- Pleurothallis perangusta (NE. do Equador).
- Pleurothallis perennis (Costa Rica) - hoje sinônimo de Dracontia perennis (Luer) Luer 2004
- Pleurothallis perforata (Equador) .
- Pleurothallis perijaensis (da Venezuela ao Equador).
- Pleurothallis pernambucensis (NE. do Brasil).
- Pleurothallis peroniocephala (L. do Equador).
- Pleurothallis peroupavae (Brasil - São Paulo) - hoje sinônimo de Specklinia peroupavae (Hoehne & Brade) Luer 2004
- Pleurothallis perryi (O. do Equador).
- Pleurothallis petersiana (Brasil) - hoje sinônimo de Specklinia petersiana (Schltr.) Luer 2004
- Pleurothallis petiolaris (Colômbia) - hoje sinônimo de Specklinia petiolaris (Luer) Luer 2004
- Pleurothallis petropolitana (Brasil - Rio de Janeiro) - hoje sinônimo de Specklinia petropolitana (Hoehne) Luer 2004
- Pleurothallis pfisteri (Brasil).
- Pleurothallis phalangifera (do O. da América do Sul ao NO. da Venezuela).
- Pleurothallis phoenicoptera (Venezuela) - hoje sinônimo de Acianthera phoenicoptera (Carnevali & G.A.Romero) Luer 2004
- Pleurothallis phoxophylla (Peru).
- Pleurothallis phratria (Equador).
- Pleurothallis phrynoglossa (Equador) - hoje sinônimo de Kraenzlinella phrynoglossa (Luer & Hirtz) Luer 2004
- Pleurothallis phyllocardia (da Costa Rica ao Panamá).
- Pleurothallis phyllocardioides (da Costa Rica à Bolivia).
- Pleurothallis phymatodea (Equador).
- Pleurothallis picta (do México à América Tropical).
- Pleurothallis pidax - hoje sinônimo de Specklinia pidax (Luer) Luer 2004
- Pleurothallis pileata (Colômbia) .
- Pleurothallis pilifera (NO. do Equador) - hoje sinônimo de Crocodeilanthe pilifera (Lindl.) Luer 2004
- Pleurothallis pilostoma (Costa Rica) - hoje sinônimo de Unciferia pilostoma (Luer) Luer 2004
- Pleurothallis piraquarensis (Brasil - Paraná) - hoje sinônimo de Specklinia piraquarensis (Hoehne) Luer 2004
- Pleurothallis piratiningana - hoje sinônimo de Specklinia piratiningana (Hoehne) Luer 2004
- Pleurothallis piresiana (Brasil - São Paulo).
- Pleurothallis pisinna (Guatemala) - hoje sinônimo de Specklinia pisinna (Luer) Luer 2004
- Pleurothallis platypetala (Colômbia).
- Pleurothallis platysepala (Colômbia).
- Pleurothallis platystylis (do México à América Central) - hoje sinônimo de Specklinia platystylis (Schltr.) Luer 2004
- Pleurothallis pleurothalloides (Brasil - São Paulo) - hoje sinônimo de Specklinia pleurothalloides (Cogn.) Luer 2004
- Pleurothallis poculifera (Colômbia).
- Pleurothallis podoglossa - hoje sinônimo de Specklinia podoglossa (Hoehne) Luer 2004
- Pleurothallis polygonoides (de  Trinidad ao C. e S. da América Tropical) - hoje sinônimo de Specklinia polygonoides (Griseb.) Luer 2004
- Pleurothallis polysticta (Panama).
- Pleurothallis pompalis (Costa Rica) - hoje sinônimo de Unciferia pompalis (Ames) Luer 2004
- Pleurothallis popayanensis (Colômbia) - hoje sinônimo de Crocodeilanthe popayanensis (F.Lehm. & Kraenzl.) Luer 2004
- Pleurothallis portillae (S. do Equador).
- Pleurothallis portilloi (Colômbia) - hoje sinônimo de Apoda-prorepentia portilloi (Luer & R.Escobar) Luer 2004
- Pleurothallis possoae (Colômbia) - hoje sinônimo de Crocodeilanthe possoae (Luer) Luer 2004
- Pleurothallis powellii (da Costa Rica ao Panamá) - hoje sinônimo de Dracontia powellii (Schltr.) Luer 2004
- Pleurothallis praealta (Equador) - hoje sinônimo de Crocodeilanthe praealta (Luer & Hirtz) Luer 2004
- Pleurothallis praecipua (L. do Equador) - hoje sinônimo de Ancipitia praecipua (Luer) Luer 2004
- Pleurothallis praemorsa (Equador) - hoje sinônimo de Specklinia praemorsa (Luer) Luer 2004
- Pleurothallis pristeoglossa (Brasil - Minas Gerais) - hoje sinônimo de Specklinia pristeoglossa (Rchb.f. & Warm.) Luer 2004
- Pleurothallis privigna (Equador) - hoje sinônimo de Antilla privigna (Luer) Luer 2004
- Pleurothallis producta (Equador).
- Pleurothallis prognatha (Colômbia).
- Pleurothallis prolaticollaris (Centro N. do Equador).
- Pleurothallis prolifera (SE. da Venezuela, Bolívia, SE. do Brasil).
- Pleurothallis prolificans (Equador) - hoje sinônimo de Crocodeilanthe prolificans (Luer & Hirtz) Luer 2004
- Pleurothallis prolixa (Equador) - hoje sinônimo de Specklinia prolixa (Luer & Hirtz) Luer 2004
- Pleurothallis prostrata (Cuba) - hoje sinônimo de Antilla prostrata (Lindl.) Luer 2004
- Pleurothallis pruinosa  (América Tropical).
- Pleurothallis pseudocheila (Colômbia) - hoje sinônimo de Specklinia pseudocheila (Luer & R.Escobar) Luer 2004
- Pleurothallis pseudopogon (Equador) .
- Pleurothallis psichion (Costa Rica) - hoje sinônimo de Specklinia psichion (Luer) Luer 2004
- Pleurothallis psilantha (Costa Rica) - hoje sinônimo de Unciferia psilantha (Luer) Luer 2004
- Pleurothallis ptychophora (Equador)
- Pleurothallis pubescens (do México à América Tropical).
- Pleurothallis pubipetala (Brasil - Rio de Janeiro) - hoje sinônimo de Specklinia pubipetala (Hoehne) Luer 2004
- Pleurothallis pulchella (da Costa Rica ao Peru) - hoje sinônimo de Crocodeilanthe pulchella (Kunth) Luer 2004
- Pleurothallis pulcherrima (Equador).
- Pleurothallis pulvinaris (Colômbia).
- Pleurothallis punctatiflora (Brasil - Rio de Janeiro).
- Pleurothallis punctulata (da Colômbia ao NO. da Venezuela) - hoje sinônimo de Talpinaria punctulata (Rolfe) Luer 2004
- Pleurothallis punicea (Equador) .
- Pleurothallis purdomae (Panamá).
- Pleurothallis purpurascens (Equador) .
- Pleurothallis purpurella (Colômbia).
- Pleurothallis purpureoviolacea (Brasil - São Paulo) - hoje sinônimo de Specklinia purpureoviolacea (Cogn.) Luer 2004
- Pleurothallis puttemansii (Brasil - São Paulo) - hoje sinônimo de Specklinia puttemansii (Hoehne) Luer 2004

## Q
- Pleurothallis quadricaudata (do O. da Colômbia ao NO. do Equador).
- Pleurothallis quadricristata  hoje sinônimo de Acianthera quadricristata (Luer & Hirtz) Luer 2004
- Pleurothallis quadrifida (do Caribe e do México à Venezuela).
- Pleurothallis quadriserrata (Equador).
- Pleurothallis quaternaria (Colômbia).
- Pleurothallis questionis (Colômbia).
- Pleurothallis quinqueseta - hoje sinônimo de Specklinia quinquesta (Ames) Luer 2004
- Pleurothallis quisqueyana (Rep. Dominicana) - hoje sinônimo de Antilla quisqueyana (Dod) Luer 2004

## R
- Pleurothallis rabei - hoje sinônimo de Specklinia rabei (Foldats) Luer 2004
- Pleurothallis radialis (Brasil - Rio de Janeiro) - hoje sinônimo de Specklinia radialis (Porto & Brade) Luer 2004
- Pleurothallis radula (Costa Rica).
- Pleurothallis raduliglossa (Brasil - Paraná).
- Pleurothallis ramificans (da Colômbia ao Equador).
- Pleurothallis ramonensis (Costa Rica) - hoje sinônimo de Dracontia ramonensis (Schltr.) Luer 2004
- Pleurothallis ramosa (do Brazil ao Ecuador) - hoje sinônimo de Acianthera ramosa (Barb.Rodr.) Luer 2004
- Pleurothallis ramosii (Colômbia).
- Pleurothallis ramphastorhyncha (Brasil -Rio de Janeiro).
- Pleurothallis ramulosa (Equador) - hoje sinônimo de Specklinia ramulosa (Lindl.) Luer 2004
- Pleurothallis recula (da Costa Rica ao Equador) - hoje sinônimo de Specklinia recula (Luer) Luer 2004
- Pleurothallis recurva (da Bolívia ao S. do Brasil).
- Pleurothallis recurvata (SE. do Equador).
- Pleurothallis recurvipetala (Brasil - Rio de Janeiro)
- Pleurothallis reedii - hoje sinônimo de Specklinia reedii (Luer) Luer 2004
- Pleurothallis regalis (Equador) - hoje sinônimo de Specklinia regalis (Luer) Luer 2004
- Pleurothallis reginae (Colômbia).
- Pleurothallis reptans (Equador).
- Pleurothallis reptilis (Equador) - hoje sinônimo de Specklinia reptilis (Luer & Dalström) Luer 2004
- Pleurothallis restrepioides (do Equador ao N. do Peru) - hoje sinônimo de Elongatia restrepioides (Lindl.) Luer 2004
- Pleurothallis resupinata (SO. do México) - hoje sinônimo de Specklinia resupinata (Ames) Luer 2004
- Pleurothallis retusa (C. e SO. do México).
- Pleurothallis retusiloba (Peru) - hoje sinônimo deCrocodeilanthe retusiloba (C.Schweinf.) Luer 2004
- Pleurothallis revoluta (de Trinidad ao S. da América Tropical).
- Pleurothallis rhabdosepala (do Brasil à Argentina) .
- Pleurothallis rhaphidopus (Colômbia).
- Pleurothallis rhodotantha (O. da América do Sul) - hoje sinônimo de Crocodeilanthe rhodotantha (Rchb.f.) Luer 2004
- Pleurothallis ricii (Bolívia) - hoje sinônimo de Specklinia ricii (Luer & R.Vásquez) Luer 2004
- Pleurothallis rictoria (Colômbia) - hoje sinônimo de Crocodeilanthe rictoria (Rchb.f.) Luer 2004
- Pleurothallis rigidula (SE. do Brasil) - hoje sinônimo de Specklinia rigidula (Cogn.) Luer 2004
- Pleurothallis ripleyi (Equador).
- Pleurothallis robertoi - hoje sinônimo de Specklinia robertoi (Luer & Toscano) Luer 2004
- Pleurothallis rodrigoi - hoje sinônimo de Acianthera rodrigoi (Luer) Luer 2004
- Pleurothallis rodriguesii (SE. do Brasil).
- Pleurothallis roseola (NE. do Equador).
- Pleurothallis rostellata (Brasil - Minas Gerais) - hoje sinônimo de Acianthera rostellata (Barb.Rodr.) Luer 2004
- Pleurothallis rostratissima (Equador) - hoje sinônimo de Specklinia rostratissima (Luer & J.Portilla) Luer 2004
- Pleurothallis rotundifolia (Jamaica).
- Pleurothallis rowleei (da Costa Rica ao O. do Equador).
- Pleurothallis rubella (do Panamá à Colômbia) - hoje sinônimo de Rubellia rubella (Luer) Luer 2004
- Pleurothallis rubens (do O. da América do Sul ao Brasil) - hoje sinônimo de Specklinia rubens (Lindl.) Luer 2004
- Pleurothallis ruberrima (do O. da América do Sul ao NO. e N. da Venezuela).
- Pleurothallis rubroinversa (Equador) .
- Pleurothallis rubrolimbata (Brasil) - hoje sinônimo de Specklinia rubrolimbata (Hoehne) Luer 2004
- Pleurothallis rubroviridis (de Cuba e da Venezuela ao Peru).
- Pleurothallis rudolfii (Brasil - São Paulo) - hoje sinônimo de Specklinia rudolfii (Pabst) Luer 2004
- Pleurothallis rugosa (Colômbia).
- Pleurothallis rusbyi (Bolívia).
- Pleurothallis ruscaria (do S. da Colômbia ao N. do Equador) - hoje sinônimo de Colombiana ruscaria (Luer) Luer 2004
- Pleurothallis ruschii - hoje sinônimo de Specklinia ruschii (Hoehne) Luer 2004
- Pleurothallis ruscifolia  (América Tropical).

## S
- Pleurothallis saccatilabia (México - Chiapas).
- Pleurothallis sagittilabia (Colômbia).
- Pleurothallis salpingantha (do O. da América do Sul à Venezuela) - hoje sinônimo de Crocodeilanthe salpingantha (Luer & Hirtz) Luer 2004
- Pleurothallis saltatoria (do Equador à Bolívia).
- Pleurothallis samacensis (da América Central ao L. do Equador).
- Pleurothallis sanchezii - hoje sinônimo de Specklinia sanchezii (Luer & Hirtz) Luer 2004
- Pleurothallis sanctae-rosa (Colômbia).
- Pleurothallis sandaliorum (Venezuela) - hoje sinônimo de Acianthera sandaliorum (G.A.Romero & Carnevali) Luer 2004
- Pleurothallis sandemanii (Colômbia) - hoje sinônimo de Talpinaria sandemanii (Luer) Luer 2004
- Pleurothallis sanjanae (Bolívia) .
- Pleurothallis sanluisii (NO. da Venezuela).
- Pleurothallis sannio (Colômbia).
- Pleurothallis sarcopetala (Brasil - Rio de Janeiro).
- Pleurothallis sarcophylla (N. da Venezuela).
- Pleurothallis sarcosepala (Venezuela).
- Pleurothallis sarracenia (Brasil - Minas Gerais).
- Pleurothallis saundersiana (do Brasil à Bolívia).
- Pleurothallis saurocephala (Brasil - Minas Gerais).
- Pleurothallis scaberula (Bolívia) .
- Pleurothallis scabrata (do S. do Equador à Bolívia) - hoje sinônimo de Specklinia scabrata (Lindl.) Luer 2004
- Pleurothallis scabrilinguis (da Colômbia ao Peru).
- Pleurothallis scabripes - hoje sinônimo de Specklinia scabripes (Lindl.) Luer 2004
- Pleurothallis scalpricaulis (do Equador à Bolívia).
- Pleurothallis scansor (da Colômbia ao Equador) - hoje sinônimo de Crocodeilanthe scansor (Luer) Luer 2004
- Pleurothallis scaphipetala (Costa Rica).
- Pleurothallis scariosa (C. e SO. do México) - hoje sinônimo de Specklinia scariosa (La Llave & Lex.) Luer 2004
- Pleurothallis schaferi - hoje sinônimo de Specklinia schaferi (Ames) Luer 2004
- Pleurothallis schlimii (Colômbia) - hoje sinônimo de Specklinia schlimii (Luer) Luer 2004
- Pleurothallis schudelii - hoje sinônimo de Specklinia schudelii (Luer & Hirtz) Luer 2004
- Pleurothallis schweinfurthii (do Peru à Bolívia).
- Pleurothallis scintillata (Equador).
- Pleurothallis scitula (da Costa Rica ao Panamá).
- Pleurothallis sclerophylla (do México - Chiapas ao S. da América Tropical) - hoje sinônimo de Specklinia sclerophylla]] (Lindl.) Luer 2004
- Pleurothallis scolopax (Colômbia).
- Pleurothallis scoparum (Equador) - hoje sinônimo de Colombiana scoparum (Rchb.f.) Luer 2004
- Pleurothallis sculptilis (Equador) .
- Pleurothallis scurrula (Peru).
- Pleurothallis secunda (S. da América Tropical).
- Pleurothallis segoviensis (do SE. do México ao Equador) - hoje sinônimo de Unciferia segoviensis (Rchb.f.) Luer 2004
- Pleurothallis segregatifolia (do México à América Central) - hoje sinônimo de Specklinia segregatifolia (Ames & C.Schweinf.) Luer 2004
- Pleurothallis semperflorens (do N. da América do Sul ao Equador).
- Pleurothallis sempergemmata (da Costa Rica ao Panamá) - hoje sinônimo de Brenesia sempergemmata (Luer) Luer 2004
- Pleurothallis seriata (do N. América do Sul ao Brazil).
- Pleurothallis serpens (Colômbia).
- Pleurothallis serpentula (Brasil - Minas Gerais).
- Pleurothallis serricardia (Colômbia).
- Pleurothallis serrisepala (Bolívia) .
- Pleurothallis serrulata (Brasil - Minas Gerais).
- Pleurothallis serrulatipetala (Brasil - Minas Gerais).
- Pleurothallis sertularioides (do México à Bolívia e Caribe) - hoje sinônimo de Specklinia sertularioides (Sw.) Luer 2004
- Pleurothallis setosa (do S. do México à América Central).
- Pleurothallis sextonii (Colômbia).
- Pleurothallis shaferi (Cuba).
- Pleurothallis shuarii (SE. do Equador) - hoje sinônimo de Kraenzlinella shuarii (Luer) Luer 2004
- Pleurothallis sibatensis (Colômbia) - hoje sinônimo de Specklinia sibatensis (F.Lehm. & Kraenzl.) Luer 2004
- Pleurothallis sicaria (de Trinidad ao C. e S. da América Tropical).
- Pleurothallis sicariopsis (do Equador à Bolívia).
- Pleurothallis sicula (do Equador à Bolívia) - hoje sinônimo de Acianthera sicula (Luer & R.Vásquez) Luer 2004
- Pleurothallis sigmoidea (Costa Rica) - hoje sinônimo de Kraenzlinella sigmoidea (Ames & C.Schweinf.) Luer 2004
- Pleurothallis sigynes (Equador) .
- Pleurothallis sijmii (Peru) - hoje sinônimo de Elongatia sijmii (Luer) Luer 2004
- Pleurothallis silvae - hoje sinônimo de Acianthera silvae (Luer & Toscano) Luer 2004
- Pleurothallis silverstonei (Colômbia).
- Pleurothallis simacoana (Bolívia) .
- Pleurothallis similis (do S. do Brasil à Argentina)
- Pleurothallis simmleriana (América Central) - hoje sinônimo de Specklinia simmleriana (Rendle) Luer 2004
- Pleurothallis simplex (Costa Rica).
- Pleurothallis simpliciflora (Rep. Dominicana) - hoje sinônimo de Specklinia simpliciflora (Dod) Luer 2004
- Pleurothallis simpliciglossa (S. do Brasil) - hoje sinônimo de Specklinia simpliciglossa (Loefgr.) Luer 2004
- Pleurothallis simplicilabia (Venezuela) - hoje sinônimo de Crocodeilanthe simplicilabia (C.Schweinf.) Luer 2004
- Pleurothallis simulans (Panamá).
- Pleurothallis simulatrix (Equador).
- Pleurothallis siphoglossa (da Colômbia à Venezuela).
- Pleurothallis siphonantha (do Equador ao Peru) - hoje sinônimo de Crocodeilanthe siphonantha (Luer) Luer 2004
- Pleurothallis sirene (da Colômbia ao NO. da Venezuela) - hoje sinônimo de Lindleyalis sirene (Rchb.f.) Luer 2004
- Pleurothallis smaragdina (Equador)  - hoje sinônimo de Kraenzlinella smaragdina (Luer) Luer 2004 or Specklinia smaragdina]] (Luer) Luer 2004  (?)
- Pleurothallis sobrina (Equador) .
- Pleurothallis solium (Equador) - hoje sinônimo de Ancipitia solium (Luer) Luer 2004
- Pleurothallis somnolenta (Colômbia).
- Pleurothallis sonderanoides (Brasil -São Paulo).
- Pleurothallis sonderiana (do SE. e S. do Brasil à Argentina) .
- Pleurothallis soratana (Bolívia) - hoje sinônimo de Specklinia soratana (Rchb.f.) Luer 2004
- Pleurothallis sordida - hoje sinônimo de Specklinia sordida (Kraenzl.) Luer 2004
- Pleurothallis sororcula (Brasil - São Paulo) - hoje sinônimo de Specklinia sororcula (Schltr.) Luer 2004
- Pleurothallis spannageliana (Brasil - Rio de Janeiro) - hoje sinônimo de Specklinia spannageliana (Hoehne) Luer 2004
- Pleurothallis sparsiflora (Brasil - Rio Grande do Sul)) -  hoje sinônimo de Specklinia sparsiflora (Schltr.) Luer 2004
- Pleurothallis spathilabia (da Colômbia ao O. do Equador) - hoje sinônimo de Specklinia spathilabia (Schltr.) Luer 2004
- Pleurothallis spathosa (Colômbia) - hoje sinônimo de Crocodeilanthe spathosa (Luer & R.Escobar) Luer 2004
- Pleurothallis spathulifolia (Peru) - hoje sinônimo de Specklinia spathulifolia (C.Schweinf.) Luer 2004
- Pleurothallis spathuliformis (Bolívia) - hoje sinônimo de Specklinia spathuliformis (Luer & R.Vásquez) Luer 2004
- Pleurothallis spathuliglossa - hoje sinônimo de Specklinia spathuliglossa (Hoehne) Luer 2004
- Pleurothallis spathulipetala (Colômbia) - hoje sinônimo de Ancipitia spathulipetala (Luer) Luer 2004
- Pleurothallis spectrilinguis (América Central) - hoje sinônimo de Specklinia spectrilinguis (Rchb.f.) Luer 2004
- Pleurothallis sphaerantha (Equador).
- Pleurothallis sphaeroglossa (Brasil - Paraná).
- Pleurothallis spiculifera (de Trinidad e Tobago ao Brasil)
- Pleurothallis spiloporphyrea (Rep. Dominicana) - hoje sinônimo de Specklinia spiloporphyrea (Dod) Luer 2004
- Pleurothallis sprucei - hoje sinônimo de Specklinia sprucei (Lindl.) Luer 2004
- Pleurothallis steinbuchiae (Venezuela) - hoje sinônimo de Specklinia steinbuchiae (Carnevali & G.A.Romero) Luer 2004
- Pleurothallis stelidilabia (S. do Equador).
- Pleurothallis stelidiopsis (Equador) - hoje sinônimo de Crocodeilanthe stelidiopsis (Luer) Luer 2004
- Pleurothallis stenocardium (do S. da Venezuela à Guiana).
- Pleurothallis stenophylla (O. da América do Sul) - hoje sinônimo de Specklinia stenophylla (F.Lehm. & Kraenzl.) Luer 2004
- Pleurothallis stenosepala (do O. da América do Sul ao NO. da Venezuela).
- Pleurothallis stenota (Centro-Sul do Equador).
- Pleurothallis stergiosii (Venezuela)
- Pleurothallis stevensonii (Equador) .
- Pleurothallis steyermarkii (NO. da Venezuela)
- Pleurothallis stictophylla - hoje sinônimo de Specklinia stictophylla (Schltr.) Luer 2004
- Pleurothallis stillsonii (Haiti) .
- Pleurothallis stonei (Costa Rica) - hoje sinônimo de Brenesia stonei (Luer) Luer 2004
- Pleurothallis striata - hoje sinônimo de Specklinia striata (H.Focke) Luer 2004
- Pleurothallis stricta (da Colômbia ao Equador).
- Pleurothallis strobilifera (Colômbia).
- Pleurothallis strupifolia (SE. do Brasil).
- Pleurothallis stumpflei (do S. do Equador ao Peru).
- Pleurothallis subcordifolia (Brasil - São Paulo).
- Pleurothallis subnulla - hoje sinônimo de Specklinia subnulla (Luer & Toscano) Luer 2004
- Pleurothallis subpicta - hoje sinônimo de Specklinia subpicta (Schltr.) Luer 2004
- Pleurothallis subreniformis (NO. do Equador).
- Pleurothallis subrotundifolia (Brasil).
- Pleurothallis subsinuata (América do Sul) - hoje sinônimo de Specklinia subsinuata (Lindl.) Luer 2004
- Pleurothallis subtilis (NO. da Venezuela).
- Pleurothallis subulifolia (Brasil)
- Pleurothallis succuba - hoje sinônimo de Specklinia succuba (Luer) Luer 2004
- Pleurothallis sugdenii (Colômbia).
- Pleurothallis sulcata (Brasil)
- Pleurothallis sulphurea (Brasil - Rio de Janeiro) - hoje sinônimo de Specklinia sulphurea (Barb.Rodr.) Luer 2004
- Pleurothallis superbiens (Equador) - hoje sinônimo de Elongatia superbiens (Luer) Luer 2004
- Pleurothallis supervacanea (Colômbia).
- Pleurothallis susanensis (Brasil) - hoje sinônimo de Specklinia susanensis (Hoehne) Luer 2004
- Pleurothallis suspensa (N. da América do Sul).
- Pleurothallis syringodes (Colômbia) - hoje sinônimo de Specklinia syringodes (Luer) Luer 2004

## T
- Pleurothallis tabacina (Brasil - Rio de Janeiro) - hoje sinônimo de Specklinia tabacina (Barb.Rodr.) Luer 2004
- Pleurothallis talpinaria (do O. da América do Sul à Venezuela).
- Pleurothallis talpinarioides (Venezuela) - hoje sinônimo de Lindleyalis talpinarioides (Garay & Dunst.) Luer 2004
- Pleurothallis tamboensis (Colômbia).
- Pleurothallis tanyrhina (Colômbia).
- Pleurothallis taracuana (N. do Brasil).
- Pleurothallis tarantula (da Colômbia ao Equador)  - hoje sinônimo de Specklinia tarantula (Luer & Hirtz) Luer 2004
- Pleurothallis taurus (da Colômbia ao Equador).
- Pleurothallis taxis (Equador) - hoje sinônimo de Crocodeilanthe taxis (Luer) Luer 2005
- Pleurothallis teaguei (Equador) .
- Pleurothallis tectosa (Equador) .
- Pleurothallis telamon (Panamá).
- Pleurothallis tempestalis (Equador) .
- Pleurothallis tenebrosa (Venezuela).
- Pleurothallis tentaculata (do O. da América do Sul à Venezuela).
- Pleurothallis teresv (SE. do Brasil) - hoje sinônimo de Acianthera teres (Lindl.) Luer 2004
- Pleurothallis teretifoliav (do L. e S. do Brasil à Argentina)
- Pleurothallis testifoliav (do Caribe e da América Central à Venezuela).
- Pleurothallis tetrachaeta (Equador) .
- Pleurothallis tetragona (Colômbia) - hoje sinônimo de Ancipitia tetragona (Luer & R.Escobar) Luer 2004
- Pleurothallis tetroxys (Colômbia) - hoje sinônimo de Colombiana tetroxys (Luer) Luer 2004
- Pleurothallis thomasiae (Honduras) - hoje sinônimo de Specklinia thomasiae (Luer) Luer 2004
- Pleurothallis thymochila (Panamá) - hoje sinônimo de Dracontia thymochila (Luer) Luer 2004
- Pleurothallis thysana (Equador) - hoje sinônimo de Didactylus thysana (Luer & J.Portilla) Luer 2004
- Pleurothallis tiarata Luer & Hirtz (Morona-Santiago, Equador)
- Pleurothallis tigridens (Brasil) - hoje sinônimo de Specklinia tigridens (Loefgr.) Luer 2004
- Pleurothallis tikalensis (do Centro-Norte do México à Guatemala).
- Pleurothallis tintinnabula (Costa Rica) - hoje sinônimo de Dracontia tintinnabula (Luer) Luer 2004
- Pleurothallis tipuloides (Equador)
- Pleurothallis titan (Panamá).
- Pleurothallis toachica (Equador) - hoje sinônimo de Acianthera toachica (Luer & Dodson) Luer 2004
- Pleurothallis tokachii (Peru) - hoje sinônimo de Acianthera tokachii (Luer) Luer 2004
- Pleurothallis tomentosa (Costa Rica) - now synonym of Brenesia tomentosa (Luer) Luer 2004
- Pleurothallis tonduzii (Costa Rica).
- Pleurothallis torrana (Colômbia).
- Pleurothallis tortilis (da Colômbia ao N. do Equador) - hoje sinônimo de Specklinia tortilis (Luer & R.Escobar) Luer 2004
- Pleurothallis trachysepala (do SO. do Ecuador ao N. do Peru).
- Pleurothallis tragulosa (Equador) .
- Pleurothallis translucida (Brasil -Rio de Janeiro) - hoje sinônimo de Acianthera translucida (Barb.Rodr.) Luer 2004
- Pleurothallis transparens (Brasil - São Paulo) - hoje sinônimo de Specklinia transparens (Schltr.) Luer 2004
- Pleurothallis transversilabia (Venezuela).
- Pleurothallis tribuloides (do México à América Central e Caribe)
- Pleurothallis tricarinata (do S. do Equador ao NO. da Bolívia).
- Pleurothallis trichophora (de Cuba à Hispaniola) - hoje sinônimo de Antilla trichophora (Lindl.) Luer 2004
- Pleurothallis trichostoma (Equador) - hoje sinônimo de Specklinia trichostoma (Luer) Luer 2004
- Pleurothallis trichyphis (O. de Cuba) - hoje sinônimo de Specklinia trichyphis (Rchb.f.) Luer 2004
- Pleurothallis tricolor (Brasil - Minas Gerais).
- Pleurothallis tridentata (N. e O. da América do Sul).
- Pleurothallis trifida (Brasil - Rio de Janeiro) - hoje sinônimo de Specklinia trifida (Lindl.) Luer 2004
- Pleurothallis trifurcata (SE. do Equador).
- Pleurothallis trimeropetala (Brasil - Rio de Janeiro) - hoje sinônimo de Specklinia trimeropetala (Pabst) Luer 2004
- Pleurothallis tripterantha (da América Central à Argentina) - hoje sinônimo de Specklinia tripterantha (Rchb.f.) Luer 2004
- Pleurothallis tripterocarpa (Bolívia) .
- Pleurothallis tristis (Brasil - Paraná).
- Pleurothallis troglodytes (Equador).
- Pleurothallis trulla (Peru) - hoje sinônimo de Specklinia trulla (Rchb.f. & Warsz.) Luer 2004
- Pleurothallis trullifera (SE. do Equador) - hoje sinônimo de Specklinia trullifera (Luer & Hirtz) Luer 2004
- Pleurothallis trullilabia (Brasil).
- Pleurothallis truncata (Equador).
- Pleurothallis truncicola (Brasil - Bahia).
- Pleurothallis tryssa (do SO. da Colômbia ao O. do Equador).
- Pleurothallis tsubotae (Colômbia) - hoje sinônimo de Specklinia tsubotae (Luer & R.Escobar) Luer 2004
- Pleurothallis tubata (do México à América Central).
- Pleurothallis tuberculosa (Equador).
- Pleurothallis tuerckheimii (Mexico - Chiapas à América Central) - hoje sinônimo de Dracontia tuerckheimii (Schltr.) Luer 2004
- Pleurothallis tunguraguae (O. da América do Sul) - hoje sinônimo de Crocodeilanthe tunguraguae (F.Lehm. & Kraenzl.) Luer 2004
- Pleurothallis turrialbae (Costa Rica) - hoje sinônimo de Specklinia turrialbae (Luer) Luer 2004
- Pleurothallis tuzae (Colômbia).
- Pleurothallis tyria (Equador) .

## U
- Pleurothallis umbrosa (Brasil - Minas Gerais).
- Pleurothallis uncinata (da América Central à Venezuela e Jamaica) - now synonym of Brenesia uncinata (Fawc.) Luer 2004
- Pleurothallis unduavica (Bolivia)  - hoje sinônimo de Specklinia unduavica (Luer & R.Vásquez) Luer 2004
- Pleurothallis undulata (S. da América Tropical).
- Pleurothallis unguicallosa (México - Ilhas de Revillagigedo e Socorro).
- Pleurothallis unguiculata (Brasil - São Paulo).
- Pleurothallis uniflora (N. da América do Sul ao Brasil).
- Pleurothallis uninervia (Equador).
- Pleurothallis urceolata (Equador).
- Pleurothallis ursula (Equador) - hoje sinônimo de Specklinia ursula (Luer & Hirtz) Luer 2004
- Pleurothallis uvifera (Colômbia).

## V
- Pleurothallis vaginata - hoje sinônimo de Specklinia vaginata (Schltr.) Luer, 2004
- Pleurothallis valladolidensis (Equador).
- Pleurothallis valvola (SE. do Equador).
- Pleurothallis vargasii (do Peru à Bolívia) - hoje sinônimo de Crocodeilanthe vargasii (C.Schweinf.) Luer 2004
- Pleurothallis variabilis (Equador).
- Pleurothallis variegata (Brasil - Minas Gerais) - hoje sinônimo de Specklinia variegata (Barb.Rodr.) Luer 2004
- Pleurothallis vasquezii (Bolívia) - hoje sinônimo de Specklinia vasquezii (Luer) Luer 2004
- Pleurothallis vegrandis (Equador) - hoje sinônimo de Crocodeilanthe vegrandis (Luer & Dodson) Luer 2004
- Pleurothallis velaticaulis (da Costa Rica à Trinidad e O. da América do Sul) - hoje sinônimo de Crocodeilanthe velaticaulis]] (Rchb.f.) Luer 2004
- Pleurothallis veliformis (Equador).
- Pleurothallis vellozoana (Brasil - Rio Grande do Sul).
- Pleurothallis venulosa - hoje sinônimo de  Acianthera venulosa (Luer & R.Vásquez) Luer 2004
- Pleurothallis verbiformis (do S. do Equador ao N. do Peru) - hoje sinônimo de Crocodeilanthe verbiformis (Luer) Luer 2004
- Pleurothallis verboonenii - hoje sinônimo de Specklinia verboonenii (Luer & Toscano) Luer 2004
- Pleurothallis verecunda (da América Central ao Equador).
- Pleurothallis verruculosa (Peru).
- Pleurothallis versicolor (Brasil).
- Pleurothallis vestigipetala (O. da América do Sul).
- Pleurothallis vestita (Brasil) - hoje sinônimo de Specklinia vestita (Kraenzl.) Luer 2004
- Pleurothallis viduata (Equador) - hoje sinônimo de Ancipitia viduata (Luer) Luer 2004
- Pleurothallis vieirae (Colômbia).
- Pleurothallis vilipensa (América Central).
- Pleurothallis villosa (do México à América Central) - hoje sinônimo de Specklinia villosa (Knowles & Westc.) Luer 2004
- Pleurothallis villosilabia - hoje sinônimo de Specklinia villosilabia (Luer & Hirtz) Luer 2004
- Pleurothallis vinealis (Colômbia).
- Pleurothallis violacea (do México - Veracruz à El Salvador).
- Pleurothallis violaceomaculata (Brasil - Paraná) - hoje sinônimo de Specklinia violaceomaculata (Hoehne) Luer 2004
- Pleurothallis virgata (Peru) - hoje sinônimo de Crocodeilanthe virgata (Luer) Luer 2004
- Pleurothallis viridiflora (Brasil - Rio de Janeiro).
- Pleurothallis viridis (Equador) - hoje sinônimo de Acianthera viridis (Luer & Hirtz) Luer 2004
- Pleurothallis vitellina (Brasil).
- Pleurothallis vitorinoi - hoje sinônimo de Specklinia vitorinoi (Luer & Toscano) Luer 2004
- Pleurothallis volans (Equador) .
- Pleurothallis volcanica (da Costa Rica ao Panamá).
- Pleurothallis vorator (S. do Equador, Bolívia) - hoje sinônimo de Ancipitia vorator (Luer & R.Vásquez) Luer 2004

## W
- Pleurothallis wacketii (Brasil)  - hoje sinônimo de  Specklinia wacketii (Handro & Pabst) Luer 2004
- Pleurothallis wageneriana (da Colômbia ao N. da Venezuela).
- Pleurothallis wagneri (da Costa Rica ao Equador) - hoje sinônimo de Unciferia wagneri (Schltr.) Luer 2004
- Pleurothallis wanderbildtiana (Brasil)
- Pleurothallis wawraeana (Brasil - Rio de Janeiro).
- Pleurothallis weddelliana (Bolívia)  - hoje sinônimo de Crocodeilanthe weddelliana (Rchb.f.) Luer 2004
- Pleurothallis welsii-windischii (Brasil - Bahia).
- Pleurothallis welteri (Brasil - Minas Gerais) - hoje sinônimo de Specklinia welteri (Pabst) Luer 2004
- Pleurothallis wigginsii (Centro-Norte do Equador).
- Pleurothallis wrightii (Cuba) - hoje sinônimo de Specklinia wrightii (Rchb.f.) Luer 2004
- Pleurothallis wyvern (da Colômbia ao Equador).

## X
- Pleurothallis xanthella (NE. do Equador).
- Pleurothallis xanthochlora (do O. da América do Sul ao NO. da Venezuela).
- Pleurothallis xenion (Colômbia) - hoje sinônimo de Xenosia xenion (Luer & R.Escobar) Luer 2004
- Pleurothallis xerophila (México - Chihuahua) - hoje sinônimo de Specklinia xerophila (Schltr.) Luer 2004
- Specklinia ximenae Luer
- Pleurothallis xiphizusa (do Equador ao Peru).
- Pleurothallis xylobiochila (Brasil - Paraná).

## Y
- Pleurothallis yauaperyensis (de Trinidad ao N. do Brasil) - hoje sinônimo de Specklinia yauaperyensis (Barb.Rodr.) Luer 2004
- Pleurothallis ypirangae (Brasil - Paraná) - hoje sinônimo de Specklinia ypirangae (Kraenzl.) Luer 2004
- Pleurothallis yucatanensis (S. do México à América Central).
- Pleurothallis yupanki (Bolívia) - hoje sinônimo de Specklinia yupanki (Luer & R.Vásquez) Luer 2004

## Z
- Pleurothallis zarumae (Equador).
- Pleurothallis zephyrina - hoje sinônimo de Specklinia zephyrina (Rchb.f.) Luer 2004
- Pleurothallis zumbae -  hoje sinônimo de Acianthera zumbae (Luer & Hirtz) Luer 2004
- Pleurothallis zunagensis (Equador)  - hoje sinônimo de Crocodeilanthe zunagensis (Luer & Hirtz) Luer 2004